# Vonnas
Vonnas (prononcé [vɔna]) est une commune française située dans le département de l'Ain, en région Auvergne-Rhône-Alpes, au sud de la Bresse savoyarde et non loin de la Dombes. Elle appartient au canton dont elle est le chef-lieu.
Ses habitants s'appellent les Vonnassiens et les Vonnassiennes.

## Géographie

### Localisation
Vonnas est une commune française du département de l'Ain dans le sud de la région naturelle de la Bresse, plus particulièrement dans la Bresse savoyarde, à la limite de la région naturelle de la Dombes. Elle se situe à 20 km à l'est de Mâcon, à 22 km à l'ouest de Bourg-en-Bresse, à 64 km au nord de Lyon et à 413 km au sud de Paris. Elle appartient à l'arrondissement de Bourg-en-Bresse et au canton de Vonnas.
La commune est traversée par la Veyle et par le Renon.
La population est principalement concentrée au centre du village mais on dénombre d'autres lieux-dits comme Luponnas, Chassin, Namary, Marmont, Laval, Les Platières, Les Plaines.

#### Points extrêmes
- Nord : Petite Labâtie, 46° 14′ 34″ N, 5° 00′ 31″ E
- Sud : Féliciat, 46° 11′ 01″ N, 4° 59′ 13″ E
- Est : Les Roux, 46° 14′ 03″ N, 5° 01′ 53″ E
- Ouest : Moulin de Péroux, 46° 13′ 57″ N, 4° 57′ 27″ E

### Climat
Pour des articles plus généraux, voir Climat d'Auvergne-Rhône-Alpes et Climat de l'Ain.
En 2010, le climat de la commune est de type climat océanique dégradé des plaines du Centre et du Nord, selon une étude du CNRS s'appuyant sur une série de données couvrant la période 1971-2000. En 2020, Météo-France publie une typologie des climats de la France métropolitaine dans laquelle la commune est dans une zone de transition entre le climat semi-continental et le climat de montagne et est dans la région climatique Bourgogne, vallée de la Saône, caractérisée par un bon ensoleillement (1 900 h/an), un été chaud (18,5 °C), un air sec au printemps et en été et des vents faibles.
Pour la période 1971-2000, la température annuelle moyenne est de 12,1 °C, avec une amplitude thermique annuelle de 18,3 °C. Le cumul annuel moyen de précipitations est de 902 mm, avec 10,7 jours de précipitations en janvier et 7,4 jours en juillet. Pour la période 1991-2020, la température moyenne annuelle observée sur la station météorologique de Météo-France la plus proche, sur la commune de Baneins à 14 km à vol d'oiseau, est de 12,7 °C et le cumul annuel moyen de précipitations est de 880,2 mm,. Pour l'avenir, les paramètres climatiques de la commune estimés pour 2050 selon différents scénarios d'émission de gaz à effet de serre sont consultables sur un site dédié publié par Météo-France en novembre 2022.

### Hydrographie

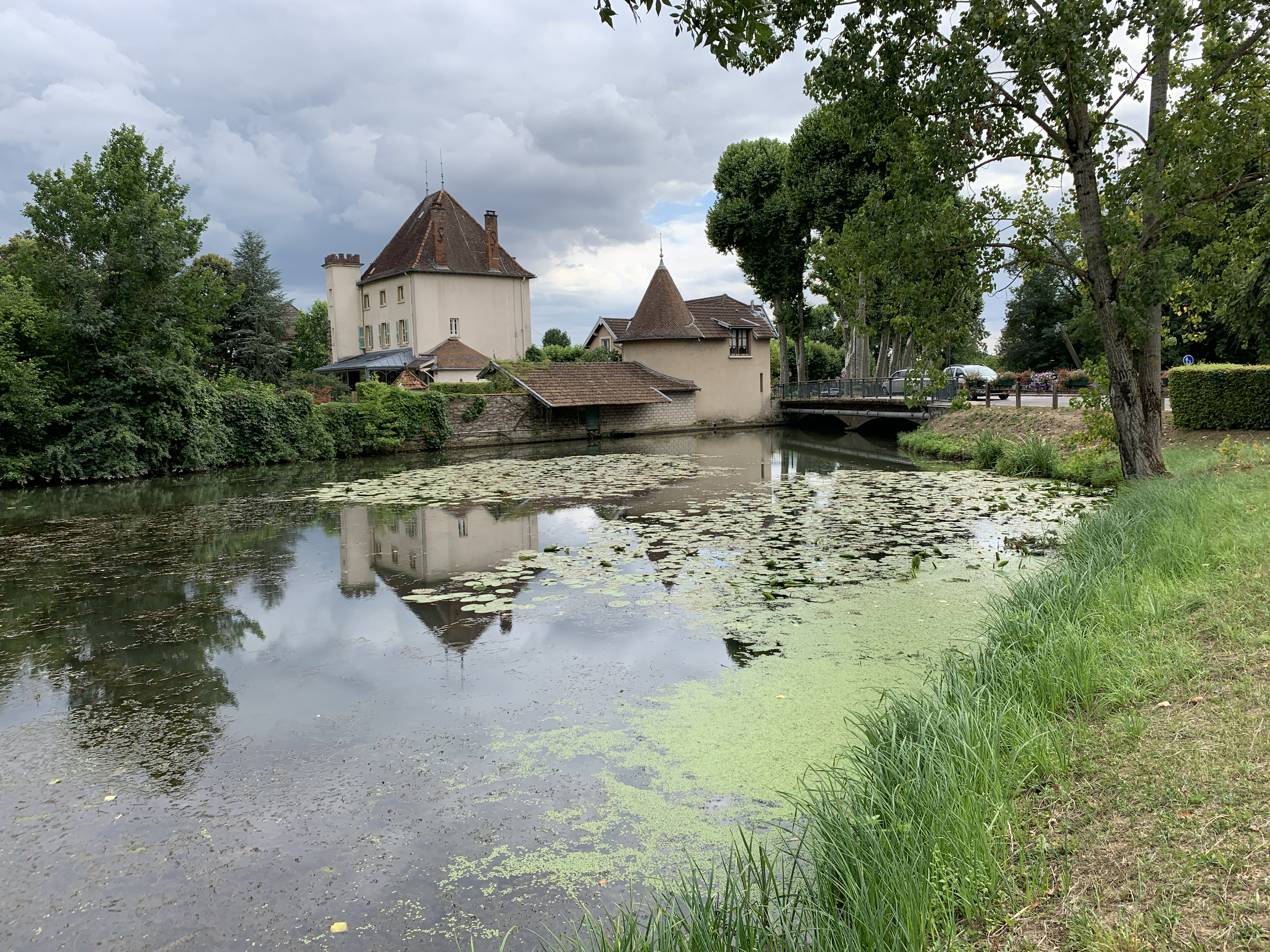
La Veyle au centre-ville.

De nombreux cours d'eau traversent la commune bressane, la plus importante étant la Veyle. Venant de Mézériat avec qui elle forme une partie de la frontière entre les deux communes, ce cours d'eau traverse la commune d'est en ouest en passant par le centre et Luponnas. Durant son chemin, la Veyle forme la frontière nord que Vonnas partage avec Saint-Julien-sur-Veyle ainsi que la totalité de la frontière entre Vonnas et Biziat avant de se diriger à Perrex. Tout au long de son cours dans la commune, la rivière possède trois bras qui forment chacun une île.
Autre cours d'eau assez important, le Renon entre dans la commune par le sud après avoir formé une frontière entre Sulignat et Neuville-les-Dames. En remontant vers le bourg du village, termine son cours dans la Veyle par l'intermédiaire de la rivière morte près du camping communal. Cette dernière est un ruisseau de quelques centaines de mètres se jetant dans la Veyle près du camping, ces deux cours d'eau forment une île où se trouve le champ de foire.
D'autres ruisseaux sont présents à Vonnas mais pas dans le bourg comme le bief d'Arcon qui isole le hameau de Namary du centre. Se jetant dans la Veyle entre la voie ferroviaire et la route départementale D96, ce bief a un affluent qu'est le bief de la Cayotte. Ensuite, on peut citer le bief des Marais Genillon qui prend sa source dans le village de Chaveyriat et se jette dans la Veyle près de Namary.
Enfin se trouve près du château de Béost un plan d'eau portant le nom d'étang de Béost.

## Urbanisme

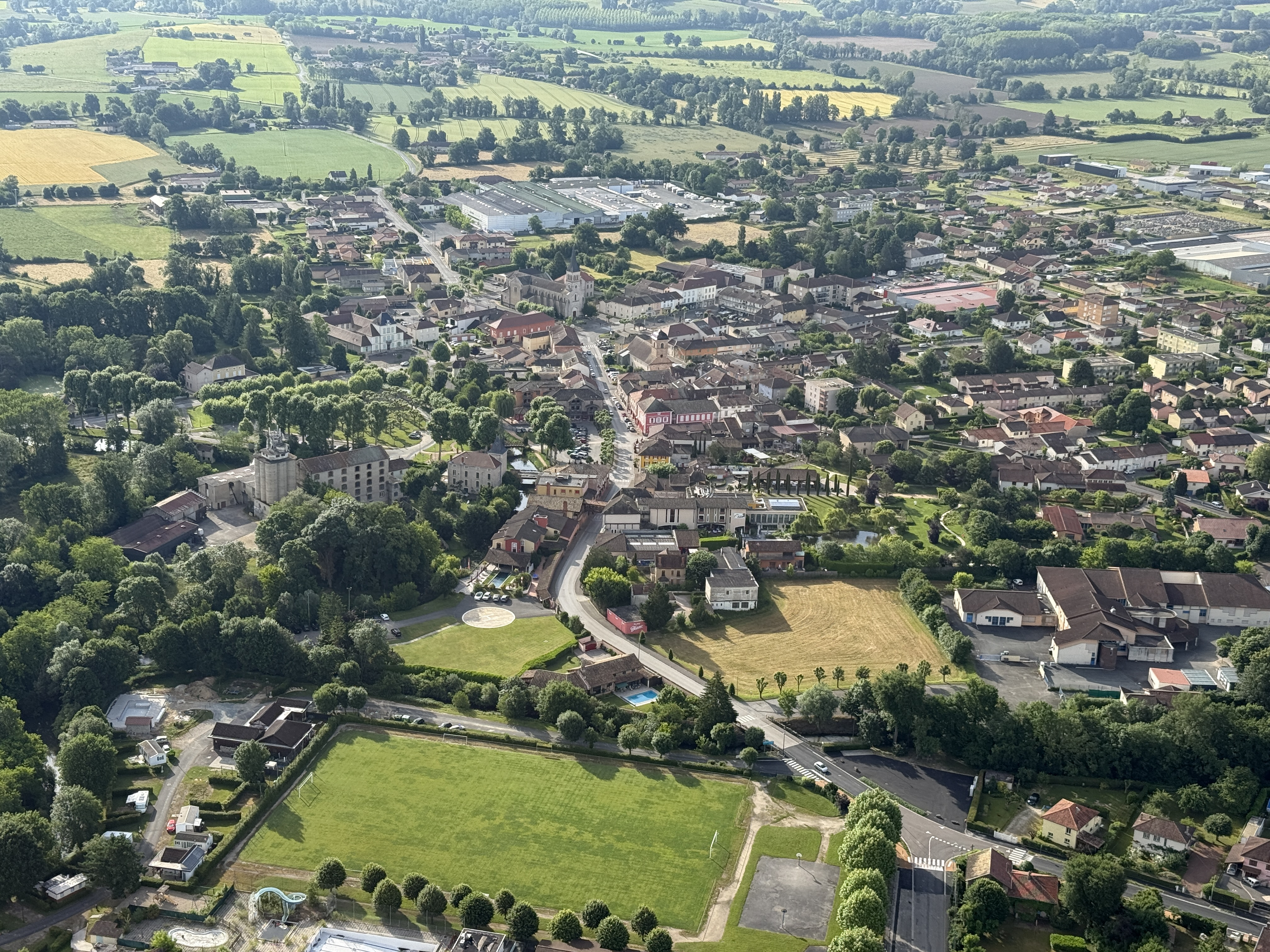
Vue du bourg.

### Typologie
Au 1er janvier 2024, Vonnas est catégorisée bourg rural, selon la nouvelle grille communale de densité à 7 niveaux définie par l'Insee en 2022.
Elle appartient à l'unité urbaine de Vonnas, une unité urbaine monocommunale constituant une ville isolée,. Par ailleurs la commune fait partie de l'aire d'attraction de Bourg-en-Bresse, dont elle est une commune de la couronne,. Cette aire, qui regroupe 80 communes, est catégorisée dans les aires de 50 000 à moins de 200 000 habitants,.

### Occupation des sols

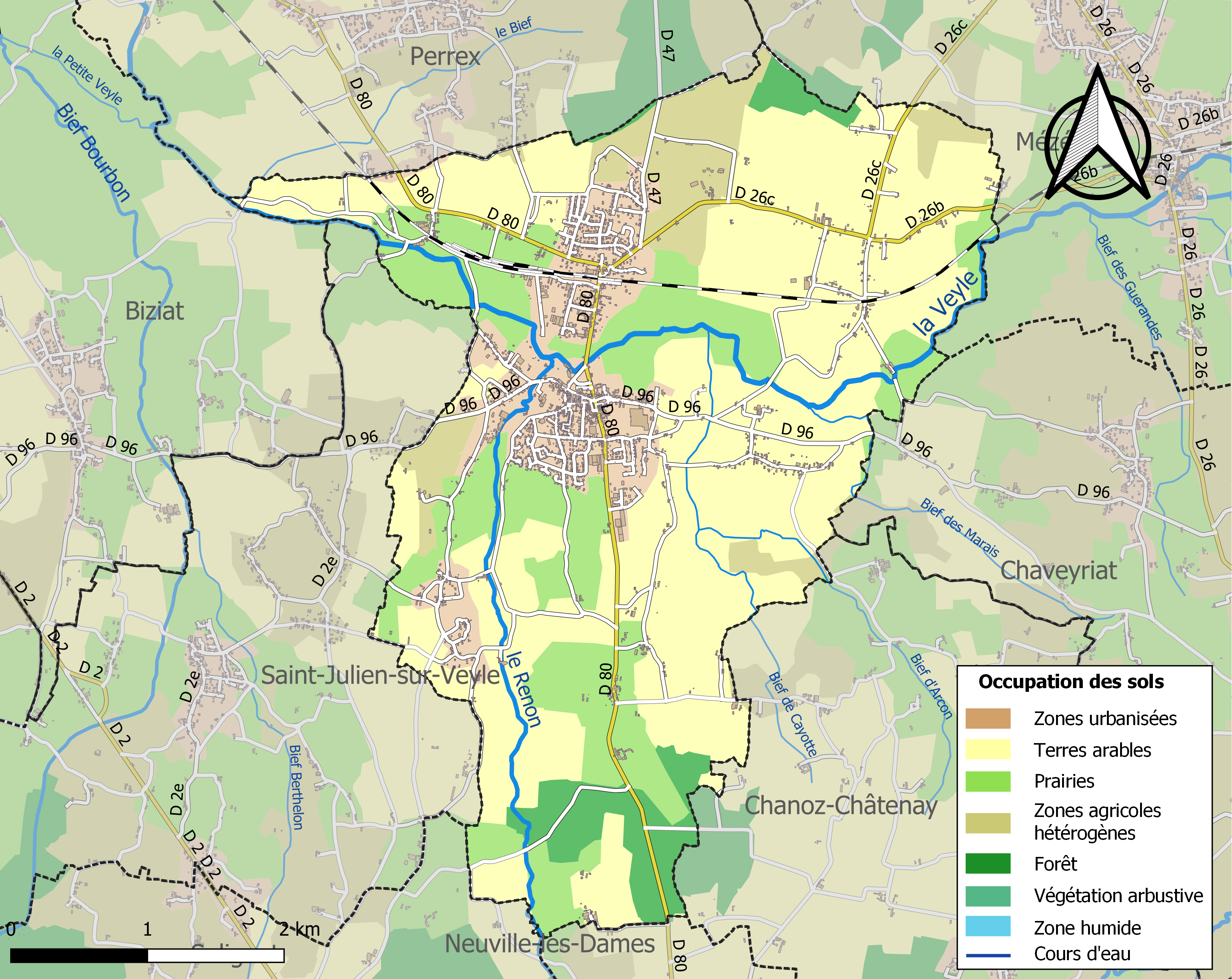
Carte des infrastructures et de l'occupation des sols de la commune en 2018 (CLC).

L'occupation des sols de la commune, telle qu'elle ressort de la base de données européenne d’occupation biophysique des sols Corine Land Cover (CLC), est marquée par l'importance des territoires agricoles (82,2 % en 2018), une proportion sensiblement équivalente à celle de 1990 (82,8 %). La répartition détaillée en 2018 est la suivante : 
terres arables (52,6 %), prairies (21,7 %), zones urbanisées (11,3 %), zones agricoles hétérogènes (7,8 %), forêts (5,1 %), zones industrielles ou commerciales et réseaux de communication (1,5 %).
L'IGN met par ailleurs à disposition un outil en ligne permettant de comparer l’évolution dans le temps de l’occupation des sols de la commune (ou de territoires à des échelles différentes). Plusieurs époques sont accessibles sous forme de cartes ou photos aériennes : la carte de Cassini (XVIIIe siècle), la carte d'état-major (1820-1866) et la période actuelle (1950 à aujourd'hui).

### Morphologie urbaine

#### Centre du village
Le centre du village est un mélange de structures anciennes situées dans l'hypercentre et des structures plus récentes en périphérie. Ces bâtiments récents sont localisés dans différents endroits selon la période de construction : les bâtiments du XXe siècle sont principalement localisés au sud de l'hypercentre. Au nord de la voie ferrée, un quartier sorti de terre vers la fin des années 2000 a permis à Vonnas de se développer démographiquement vers le nord.

#### Périphérie
En plus du bourg, Vonnas possède quelques hameaux plus ou moins peuplés qui sont situés la plupart le long des routes départementales. En premier lieu, Luponnas est un hameau du nord-ouest de la commune. Ancienne paroisse devenue commune en 1790, elle est rattachée à Vonnas le 4 décembre 1793.
Ensuite, on peut citer Chassin, hameau localisé entre le bourg et Neuville-les-Dames près du château de Béost, Marmont ou encore Namary.

### Voies de communication et transports

Grands axes de communication de la commune.

#### Routes

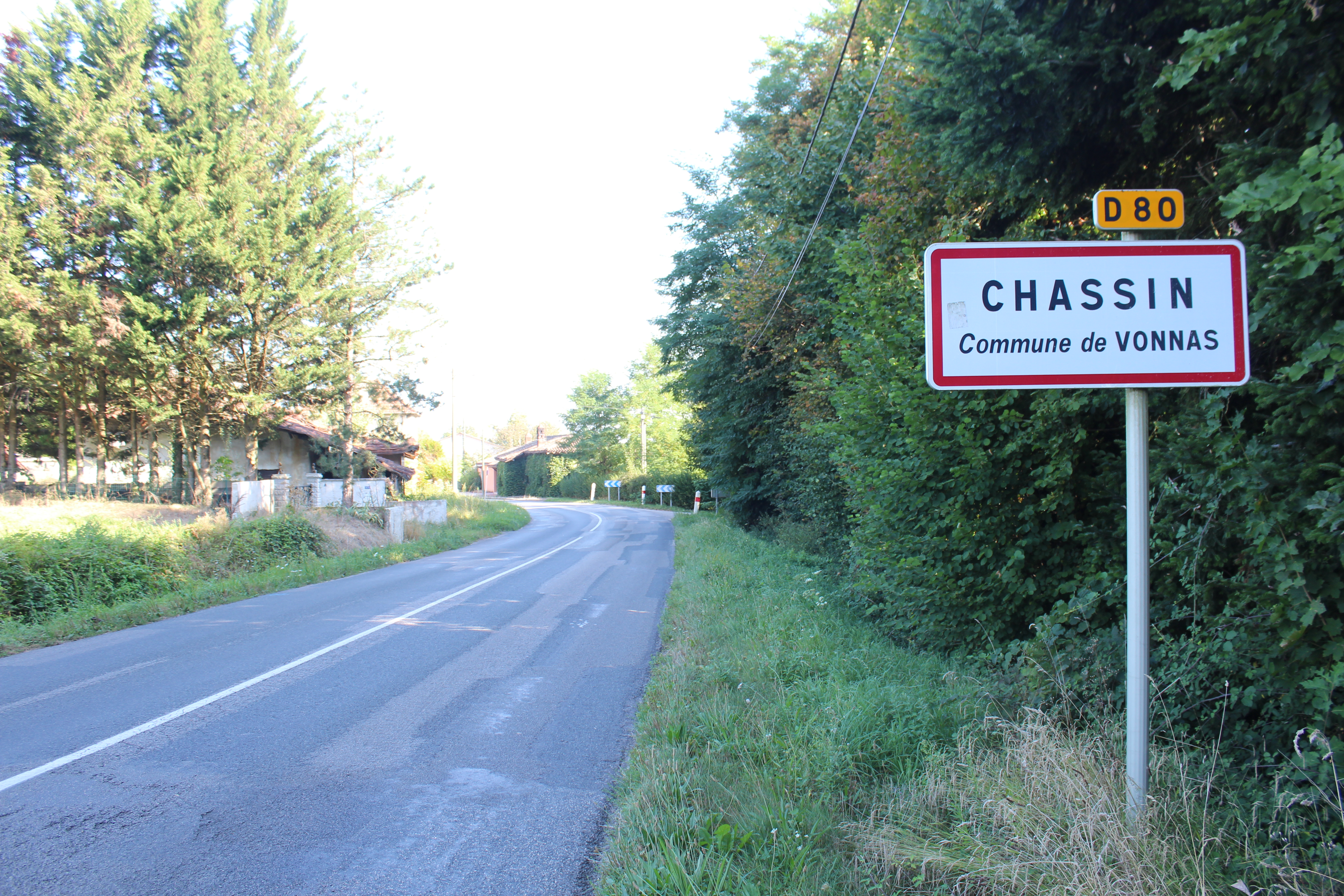
Route D 80 au hameau de Chassin.

La commune est traversée par de nombreuses routes départementales à commencer par la route départementale 80 qui traverse la commune du nord au sud. Elle permet, par le nord, de rejoindre la ville de Mâcon et les communes de Perrex ou Saint-Cyr-sur-Menthon. En se dirigeant vers le sud, il est possible d'aller vers Lyon ou vers les communes de Neuville-les-Dames, Chanoz-Châtenay et Châtillon-sur-Chalaronne. Au niveau départemental, cette voie relie les communes de Saint-Trivier-de-Courtes au nord et de Villars-les-Dombes au sud.
Autre axe routier traversant le bourg du village, la route départementale 96 traverse la commune d'est en ouest. Elle permet, par l'ouest, de rejoindre les communes de Biziat ou Saint-Julien-sur-Veyle. En se dirigeant vers l'est, il est possible de rejoindre la commune de Chaveyriat. Au niveau départemental, cette voie relie les communes de Cormoranche-sur-Saône à l'ouest et de Vandeins à l'est.
La route départementale 26c est reliée à la D 80 et rejoint le nord-est de la commune. Elle permet de rejoindre le centre de Mézériat pour les poids lourds et le quartier de Vaudrenand de Mézériat, là où la voie se termine. De plus, elle permet de rejoindre la route départementale D1 079 afin de se diriger vers Bourg-en-Bresse.
Cette voie s'intersecte avec la route départementale 26b qui rejoint le nord-est de la commune. Cette dernière permet de rejoindre le centre de Mézériat pour les véhicules légers, là où la voie se termine.
Enfin, la route départementale 47 est reliée à la D 26c et rejoint le nord de la commune. Elle permet de rejoindre la commune de Saint-Genis-sur-Menthon ainsi que l'autoroute A40 en prenant la gare de péage de Saint-Genis. Au niveau départemental, cette voie relie la commune au sud et celle de Chevroux au nord.

#### Voies ferroviaires

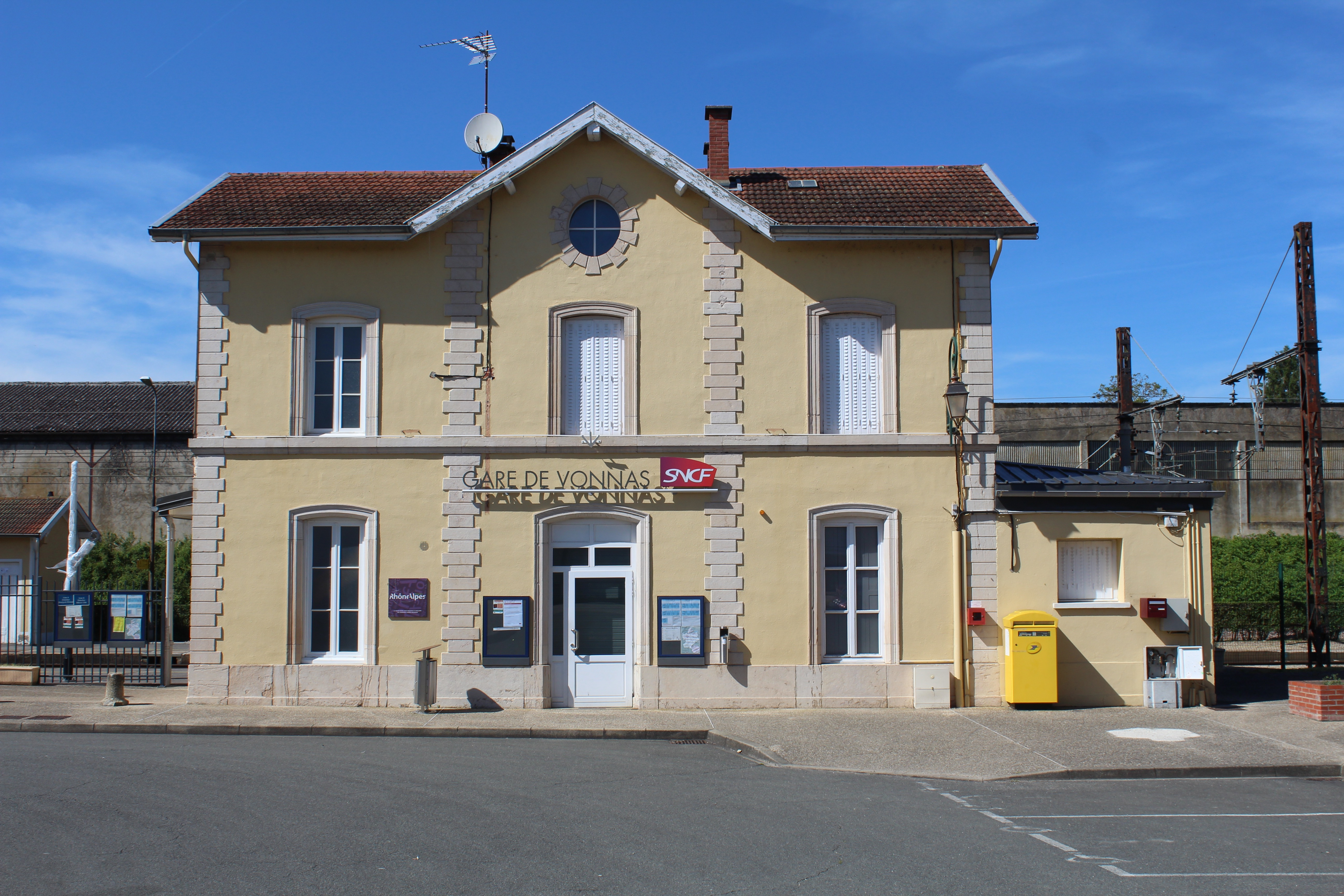
La gare de Vonnas.

La commune est traversée par la ligne de Mâcon à Ambérieu. La gare de Vonnas est desservie par des trains TER Rhône-Alpes qui circulent sur la ligne 23, Mâcon - Bourg-en-Bresse - Ambérieu.
Pour rejoindre les grandes villes en train, il faut passer par Mâcon qui est reliée à deux grandes lignes. La plus ancienne, la ligne traditionnelle Paris - Marseille via Dijon passe à Mâcon. La gare de Mâcon-Ville, est desservie par des TER Dijon - Mâcon - Lyon et quelques TGV reliant le nord-est de la France à la Méditerranée.
L'autre gare de Mâcon qu'est la gare de Mâcon-Loché-TGV est traversée par la ligne à grande vitesse Paris - Lyon - Marseille plus connue sous le nom de LGV Sud-Est. Traversant la Saône au sud de Mâcon, elle comporte un raccordement vers la ligne Mâcon - Ambérieu à Grièges avant de traverser le bocage bressan et la plaine dombiste.

#### Transport fluvial
La Saône, située à une dizaine de kilomètres à l'ouest de Vonnas, marque la frontière ouest du département de l'Ain. Ce cours d'eau est navigable à grand gabarit européen depuis Verdun-sur-le-Doubs jusqu'à Lyon et constitue un axe de transport fluvial important entre l'est et la Méditerranée et est appréciée pour le tourisme fluvial. Mâcon, la ville la plus proche de la commune possède trois ports fluviaux : le port de plaisance, un autre près du quai des Marans et l'Aproport, l'un des ports fluviaux les plus importants de France.

#### Transport aérien
Étant donné la petite taille de la commune, le transport aérien n'y est pas directement présent. Toutefois, la chambre de commerce et d'industrie de Saône-et-Loire gère un petit aéroport à Charnay, au sud-ouest de Mâcon, soit à une quinzaine de kilomètres de Vonnas. Cependant, pour effectuer des vols à l'international, les Vonnassiens doivent se rendre à l'aéroport de Lyon-Saint-Exupéry distant de 80 kilomètres ou bien à l'aéroport de Genève distant de 140 kilomètres pour effectuer des vols vers l'international.

#### Transports en commun
La commune est reliée au réseau TER Rhône-Alpes grâce à la ligne 30 dont un arrêt se situe à la gare ferroviaire. Auparavant et jusqu'en 2011, Vonnas était desservie par le réseau départemental des bus car.ain.fr grâce à la ligne 118,. Cette dernière reliait les préfectures de Saône-et-Loire et l'Ain que son respectivement Mâcon et Bourg-en-Bresse. Toutefois, les bus de la ligne ne s'arrêtaient qu'à Vonnas sur la place de l'Église en direction de Bourg.

## Toponymie

### Origine du nom
Vonnas vient de Volnatis qui aurait été le nom d'un domaine d'origine gallo-romaine.

### Attestations anciennes et histoire du nom

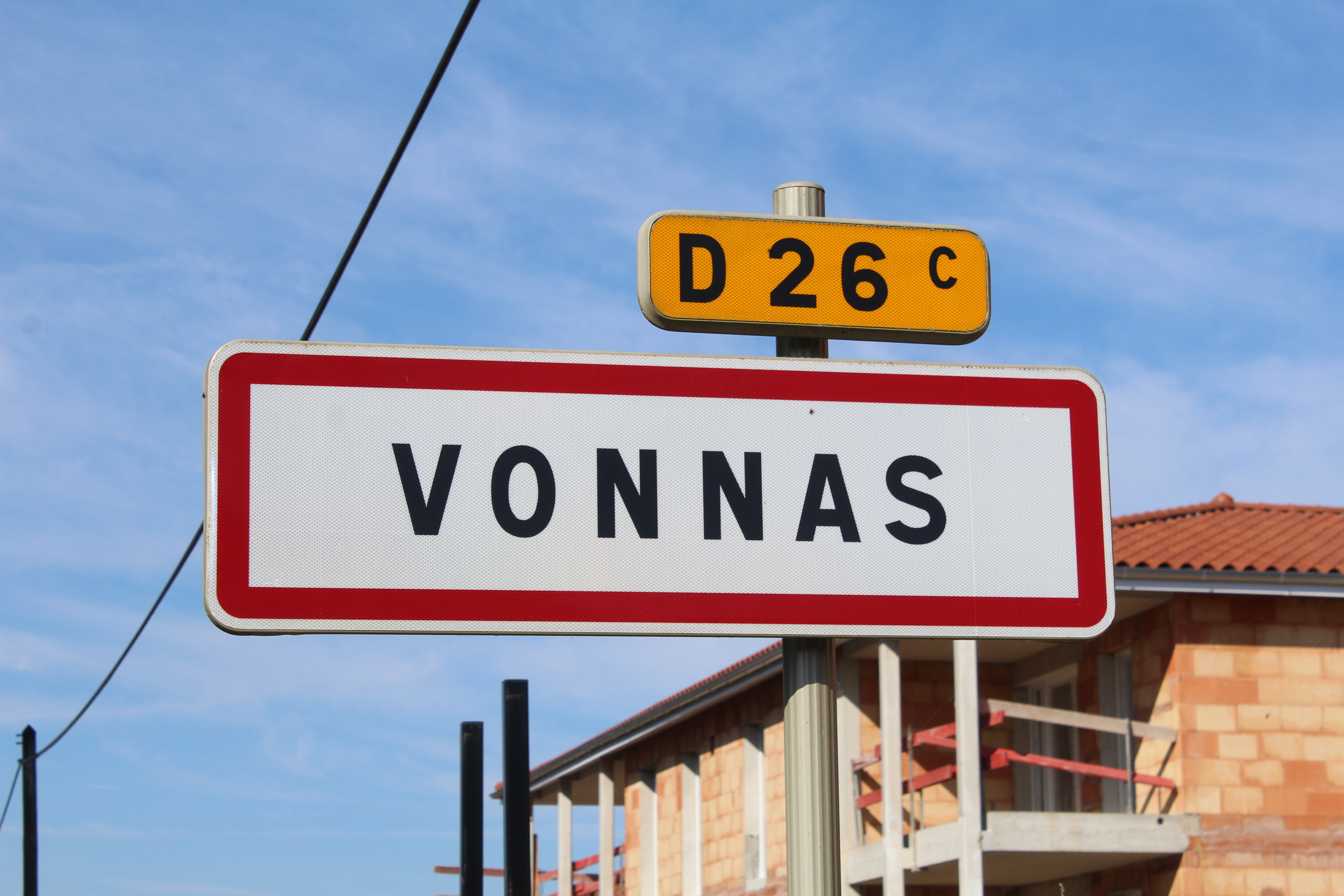
Panneau d'agglomération de Vonnas.

La plus ancienne mention écrite que l'on a du village date de l'époque gallo-romaine sous le nom de Volnatis ou Vulnatis.
En 842, le village est nommé Vulniacum dans un document, Vulna en 1150.
Trois siècles plus tard, en 1443, les archives de l'Ain citent Vonna alors que la pancarte des droits de cire notent Vauna en 1495. Cette même source est la première à mentionner le nom actuel de Vonnas en 1548 qui deviendra Vonna en Bresse en 1583 selon les archives de la Côte-d'Or.
Même si on retrouve le nom de Vonnas dans la majeure partie du XVIIe siècle, Vonnaz est quelquefois cité, notamment en 1670 dans l'enquête Bouchu. Ce nom est mentionné une nouvelle fois en 1745 dans les archives de l'Ain.
Après l'absorption de Luponnas par le village, la nouvelle commune prend le nom de Vonaz et Luponaz ou de Vonnas et Luponnaz en 1795. Néanmoins, on retrouve Vonnas dès 1808.

## Histoire

### Préhistoire et Antiquité
Divers objets attestent de la présence d'hommes dès l'époque préhistorique. Par exemple, huit haches en pierre polie ont été retrouvées dans le bourg et dans les hameaux de Chassin, de Lamboyat, de Namary et de Bézemême. De plus, des tuiles aux Plaines et une médaille de Tibère en argent aux Jacques ont été découvertes. Avant l'arrivée des Romains sur le territoire, le peuple celte des Ambarres dont le nom signifie « vivant des deux (amb) côtés de la Saône (Arar, la Saône) », occupait la région bressane et ses vastes forêts.
Vers les années -50, à la suite de la conquête des Gaules par les Romains, la commune et les territoires l'entourant changent de domination même si les nouveaux occupants ne s'intéressèrent pas particulièrement à cette région marécageuse et boisée. Jules César considérait la Bresse et le Bugey comme une seule région qu'il nommait Insula Gallica.  Durant l'Antiquité, la vie du village paraissait riche et prospère si l'on se fie aux vestiges gaulois et romains découverts dans différents endroits de la commune.

### Moyen Âge et Renaissance

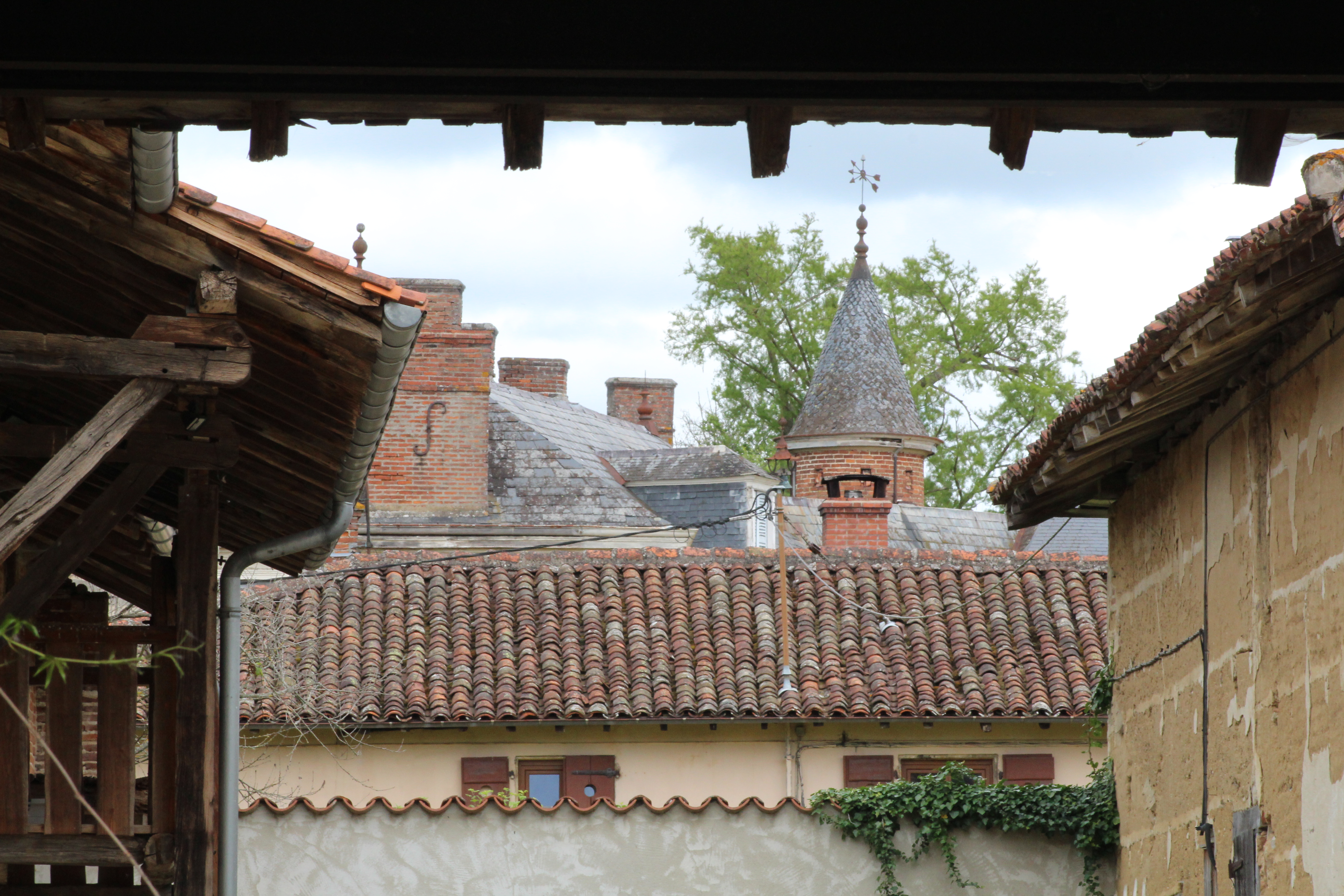
Vue d'une partie du château de Béost.

Dès le Xe siècle, l'importance du village est remarquée puisque ce dernier est le chef-lieu d'un ager jusqu'au XIe siècle. Au XIIIe siècle, on dénombre six châteaux et maisons fortes dont ne restent aujourd’hui que ceux de Béost et Epeyssoles.
En 1601, après la fin de la guerre franco-savoyarde qui se termine par le Traité de Lyon, Vonnas appartient à la France avec l'acquisition de celle-ci de la Bresse, du Bugey, du Valromey et du pays de Gex. Elle est par la suite intégrée à la province bourguignonne.

### Époque contemporaine
L'ancienne paroisse de Luponnas, devenue commune de 151 habitants,, fut rattachée à la commune le 4 décembre 1793.
Le 6 juin 1857, a lieu la mise en service de la ligne de chemin de fer entre Mâcon et Bourg-en-Bresse, par la Compagnie des chemins de fer de Paris à Lyon et à la Méditerranée (PLM). Cette ligne traverse la commune et dessert la gare de Vonnas.

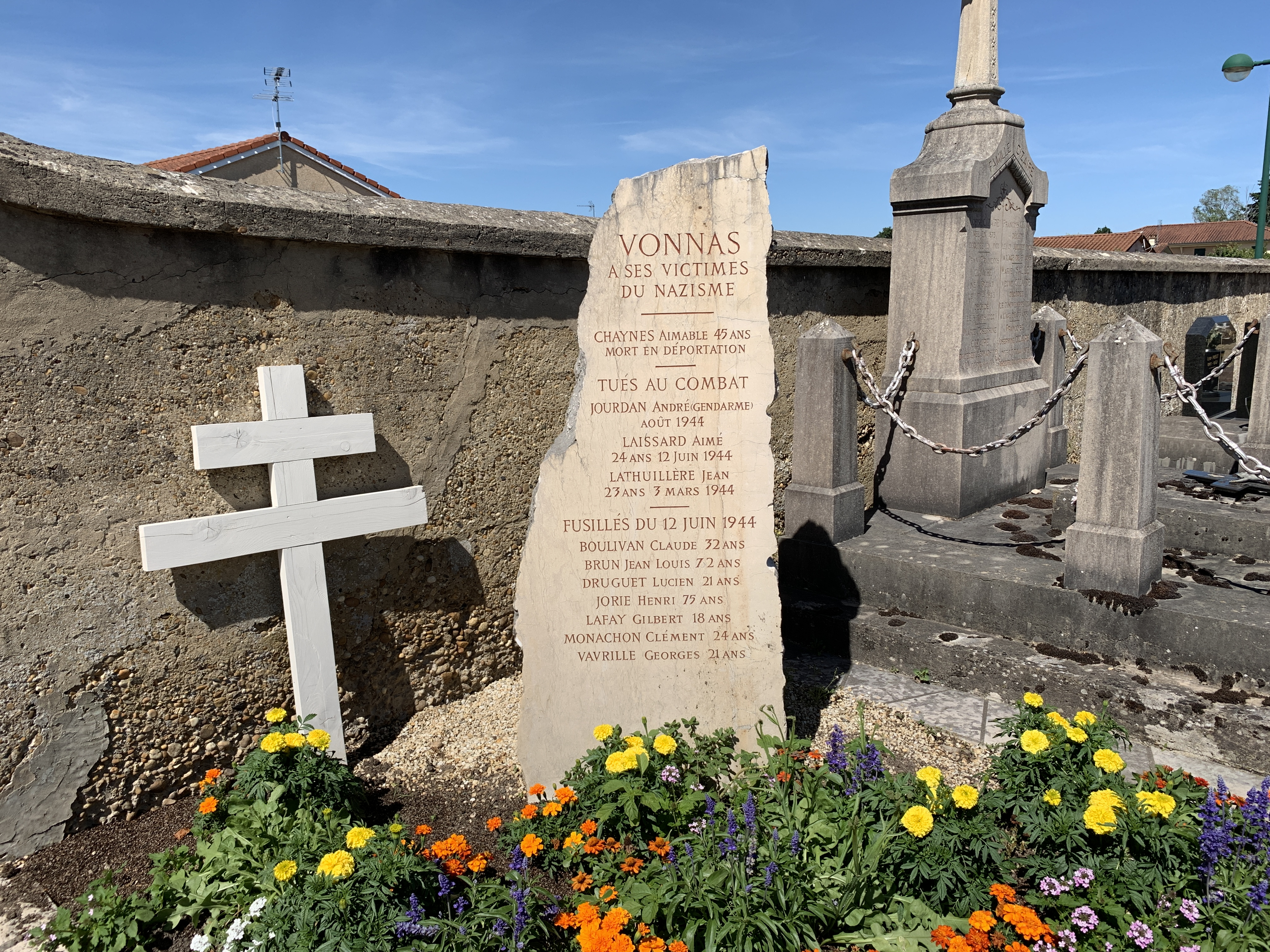
Monument en mémoire des victimes vonnassiennes du nazisme au cimetière communal.

Durant la Seconde Guerre mondiale après la signature de l'armistice du 22 juin 1940, le village se trouve dans la zone libre de l'État français dirigé par Pétain. De novembre 1942 jusqu'à l'été 1944, Vonnas passe sous occupation allemande. Durant cette année 1944, plusieurs journées furent tragiques, à commencer par celle du 3 mars qui est marquée par la mort de Jean Lathullière qui fut tué face à l'église paroissiale.
L'autre fut plus terrible car elle vit la mort de huit personnes dans la commune, cette journée fut celle du 12 juin. Henri Druguet fut assassiné par les Allemands devant le cimetière tandis que Claude Boulivan, Clément Monachon et Georges Vavrille tombaient sur les balles des soldats du Troisième Reich à l'intersection entre les routes départementales 80 et 26c. Le long de la route départementale 80, il y eut une autre victime qui fut Aimé Laissard.

## Politique et administration

### Rattachements administratifs et électoraux
Durant l'Ancien Régime, Vonnas était une communauté du mandement de Pont-de-Veyle et du bailliage, de l'élection et de la subdélégation de Bourg.
Lors de la création des départements par la Révolution française, elle est intégrée au département de l'Ain, au district de Châtillon-les-Dombes et au canton éponyme. En 1800, après la suppression des districts, elle intègre l'arrondissement de Bourg-en-Bresse mais reste dans le même canton.
Depuis au moins 1988, la commune fait partie de la quatrième circonscription de l'Ain pour l'élection des députés.
En mars 2015, à l'occasion des élections départementales, le décret du 13 février 2014 portant sur le redécoupage cantonal des cantons de l'Ain entre en vigueur. Ainsi, la commune ainsi que toutes celles de la communauté de communes des Bords de Veyle sont intégrées au nouveau canton de Vonnas.

### Administration municipale
De par sa population, la commune a un conseil municipal composé de vingt-trois conseillers municipaux dont le maire et ses cinq adjoints,.

### Maires successifs
| Période | Période  | Identité       | Étiquette | Qualité                        |
| ------- | -------- | -------------- | --------- | ------------------------------ |
| 1995    | 2008     | Bernard Page   |           | Réélu en 2001.                 |
| 2008    | 2017     | Patrick Chaize | UMP-LR    | Sénateur de l'Ain depuis 2014. |
| 2017    | En cours | Alain Givord   |           |                                |

### Intercommunalité
Jusqu'au 31 décembre 2016, Vonnas appartenait à la communauté de communes des Bords de Veyle qui avait été fondée le 1er juin 1995 par cinq communes. Depuis le 1er janvier 2017, la commune est intégrée à la nouvelle communauté de communes de la Veyle qui regroupe l'ancienne intercommunalité à celle du canton de Pont-de-Veyle. Étant déjà le bureau centralisateur du canton correspondant au territoire de l'intercommunalité excepté Saint-Laurent-sur-Saône qui fait partie de la communauté d'agglomération Mâconnais Beaujolais Agglomération, il a été décidé de fixer le siège à Pont-de-Veyle.
Toutefois, ce n'est pas la seule structure intercommunale dont fait partie Vonnas. Puisque cette dernière est traversée par la Veyle, elle appartient au syndicat mixte Veyle Vivante dont le siège est situé au bâtiment de la gare de Mézériat. Le travail de cette organisation est de surveiller la qualité des eaux du bassin, de préserver les zones humides ou de remettre en état certains ouvrages.
Enfin, comme la totalité des communes du département de l'Ain, le village appartient au syndicat intercommunal d'énergie et de e-communication de l'Ain, organisation fondée le 11 mars 1950. Le syndicat est compétent dans la gestion des réseaux d'électrification, de gaz, de l'éclairage public, de la communication électronique. En plus de ces compétences, la structure accompagne les communes pour qu'elles puissent maîtriser leur consommation d'énergie, gère un système d'information géographique et a mis en place dans le département, par l'intermédiaire de sa régie Réso-Liain, un réseau de fibre optique pour avoir accès à Internet à très haut débit.

### Tendances politiques et résultats
| Scrutin             | Scrutin             | 1er tour | 1er tour | 1er tour | 1er tour | 1er tour | 1er tour | 1er tour | 1er tour | 1er tour | 1er tour | 1er tour  | 1er tour | 2d tour | 2d tour | 2d tour | 2d tour | 2d tour | 2d tour |
| Scrutin             | Scrutin             | 1er      | 1er      | %        | 2e       | 2e       | %        | 3e       | 3e       | %        | 4e       | 4e        | %        | 1er     | 1er     | %       | 2e      | 2e      | %       |
| ------------------- | ------------------- | -------- | -------- | -------- | -------- | -------- | -------- | -------- | -------- | -------- | -------- | --------- | -------- | ------- | ------- | ------- | ------- | ------- | ------- |
| Présidentielle 2017 | Présidentielle 2017 |          | LR       | 25,27    |          | FN       | 23,98    |          | EM       | 23,73    |          | LFI       | 13,02    |         | EM      | 62,10   |         | FN      | 37,90   |
| Présidentielle 2022 | Présidentielle 2022 |          | LREM     | 30,82    |          | RN       | 27,96    |          | LFI      | 13,86    |          | REC       | 7,60     |         | LREM    | 53,71   |         | RN      | 46,29   |
| Législatives 2022   | 4e                  |          | RN       | 22,82    |          | LR       | 19,84    |          | LREM-Ens | 19,22    |          | LFI-Nupes | 15,42    |         | RN      | 61,92   |         | LFI     | 38,08   |
| Législatives 2024   | 4e                  |          | RN       | 46,52    |          | HOR-Ens  | 23,74    |          | EELV-NFP | 17,62    |          | LR        | 10,12    |         | RN      | 50,35   |         | HOR     | 49,65   |

### Jumelages
| \| Localisation des villes jumelées avec Panneau_Wächtersbach_Vonnas_3.jpg Wächtersbach Straubenhardt Vonnas \| Localisation des communes jumelées. |
| Wächtersbach Straubenhardt Vonnas |

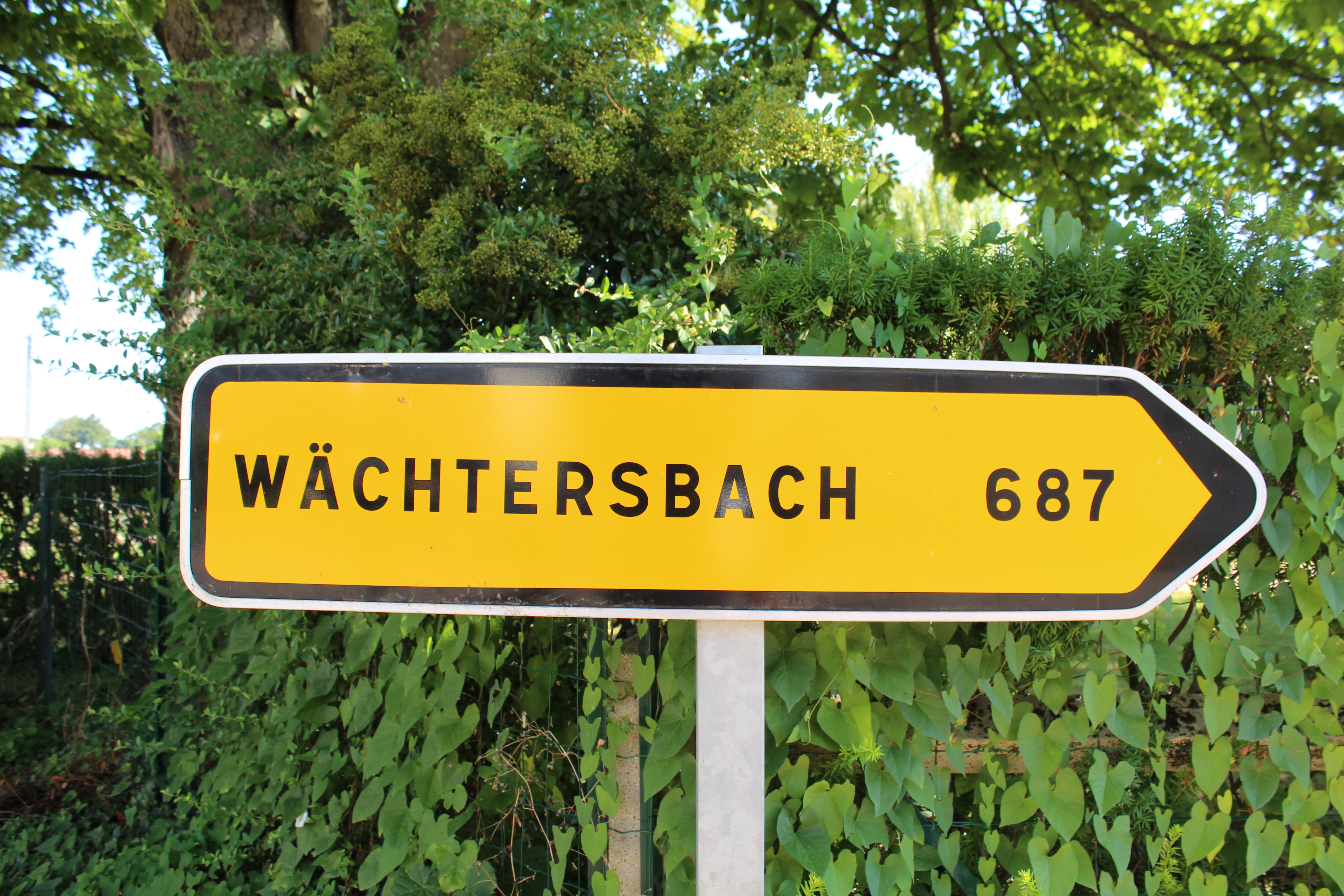
Panneau indiquant la direction pour aller à Wächtersbach.

Un jumelage entre Châtillon-sur-Chalaronne et Wächtersbach en Allemagne, a été officialisé le 18 juillet 1964 faisant suite à des échanges scolaires entre les deux communes engagés dès 1962 ainsi qu'à la signature d'un premier acte de jumelage le 20 juillet 1963. En 1998, les communes de Baneins et de Vonnas ont été associées à celui-ci.
Depuis 2017, avec la création de la communauté de communes de la Veyle dont fait partie Vonnas, la commune est aussi jumelée à la ville allemande de Straubenhardt, anciennement jumelée à la communauté de communes du canton de Pont-de-Veyle, une des deux anciennes intercommunalités formant la nouvelle. La commune est localisée dans le Bade-Wurtemberg en Allemagne à la porte nord de la Forêt-Noire entre Karlsruhe et Pforzheim. Commune composée de cinq villages que sont Conweiler, Feldrennach & Pfinzweiler, Langenalb, Ottenhausen et Schwann. L'origine de ce rapprochement a commencé lorsque des contacts entre Straubenhardt et le canton de Pont-de-Veyle ont été établis dès 1995 grâce à Roger Herbet. Ce dernier, un bressan qui vivait dans la localité allemande, organisa une rencontre entre Christophe Greffet alors maire de Saint-Genis-sur-Menthon et Willy Rushman, bourgmestre de Straubenhardt. Est alors née une volonté de tisser de nouveaux liens entre les deux localités par le biais des collégiens de Pont-de-Veyle et Straubenhardt qui commencèrent à créer des échanges dès 1996.
Tout s'accéléra durant l'année 1999 quand la population de la commune allemande fut invitée à deux reprises en France. La première fois fut durant le mois de mai à l'occasion de la fête du Fromage à Grièges et la seconde fois fut en juillet lors de la fête des Temps Chauds où un groupe musical de Straubenhardt était invité à s'y produire. Les Bressans furent invités à faire le chemin inverse dès le mois d'août pour créer ensemble la fête de marché historique à Feldrennach. Le jumelage entre Straubenhardt et le canton de Pont-de-Veyle a été concrétisé par la signature de la Charte lors de la grande fête organisée au château de Pont-de-Veyle du 7 au 9 juillet 2000. Une autre fête fut organisée l'année suivante en Allemagne du 6 au 8 juillet 2001.

## Population et société

### Démographie
L'évolution du nombre d'habitants est connue à travers les recensements de la population effectués dans la commune depuis 1793. Pour les communes de moins de 10 000 habitants, une enquête de recensement portant sur toute la population est réalisée tous les cinq ans, les populations de référence des années intermédiaires étant quant à elles estimées par interpolation ou extrapolation. Pour la commune, le premier recensement exhaustif entrant dans le cadre du nouveau dispositif a été réalisé en 2006.
En 2022, la commune comptait 3 233 habitants, en évolution de +10,38 % par rapport à 2016 (Ain : +5,15 %, France hors Mayotte : +2,11 %).
| 1793 | 1800  | 1806  | 1821  | 1831  | 1836  | 1841  | 1846  | 1851  |
| ---- | ----- | ----- | ----- | ----- | ----- | ----- | ----- | ----- |
| 874  | 1 076 | 1 053 | 1 125 | 1 255 | 1 324 | 1 285 | 1 418 | 1 445 |

| 1856  | 1861  | 1866  | 1872  | 1876  | 1881  | 1886  | 1891  | 1896  |
| ----- | ----- | ----- | ----- | ----- | ----- | ----- | ----- | ----- |
| 1 465 | 1 507 | 1 504 | 1 459 | 1 551 | 1 551 | 1 536 | 1 628 | 1 676 |

| 1901  | 1906  | 1911  | 1921  | 1926  | 1931  | 1936  | 1946  | 1954  |
| ----- | ----- | ----- | ----- | ----- | ----- | ----- | ----- | ----- |
| 1 629 | 1 675 | 1 655 | 1 582 | 1 627 | 1 678 | 1 620 | 1 630 | 1 644 |

| 1962  | 1968  | 1975  | 1982  | 1990  | 1999  | 2006  | 2011  | 2016  |
| ----- | ----- | ----- | ----- | ----- | ----- | ----- | ----- | ----- |
| 1 736 | 1 835 | 2 144 | 2 505 | 2 381 | 2 422 | 2 623 | 2 844 | 2 929 |

| 2021  | 2022  | - | - | - | - | - | - | - |
| ----- | ----- | - | - | - | - | - | - | - |
| 3 216 | 3 233 | - | - | - | - | - | - | - |

### Enfance et enseignement
Vonnas compte deux écoles. L'une est le groupe scolaire Narcisse-Devaux créé en 2016 à la suite de la fusion entre les écoles maternelle et élémentaire. Le groupe scolaire est installé dans l'ancienne école des filles construite en 1896 qui deviendra un collège à partir de 1961.
L'autre établissement est privé, c'est l'école Saint-Joseph. Fondée en 1831, l'école a changé deux fois de bâtiment avant d'occuper dès 1862 des locaux prêtés par la famille de Beost. Au fil des années, la vétusté de ces locaux ordonna une restauration des bâtiments. Cependant, le regroupement des écoles publiques en un seul lieu a permis à l'école de s'installer en 2015 dans les locaux de l'ancienne école maternelle.
Le collège du Renon, situé en face de la salle polyvalente regroupe les élèves des Bords de Veyle et de Sulignat.
Les lycées de secteur de la commune sont les lycées de Bourg-en-Bresse même si les lycées mâconnais sont plus proches géographiquement du village.
Derrière la mairie se trouve l'Espace Loisirs Enfance Jeunesse qui est un lieu accueillant un centre de loisirs géré par la communauté de communes. À noter également qu'une crèche intercommunale est installée dans le village voisin de Chaveyriat.

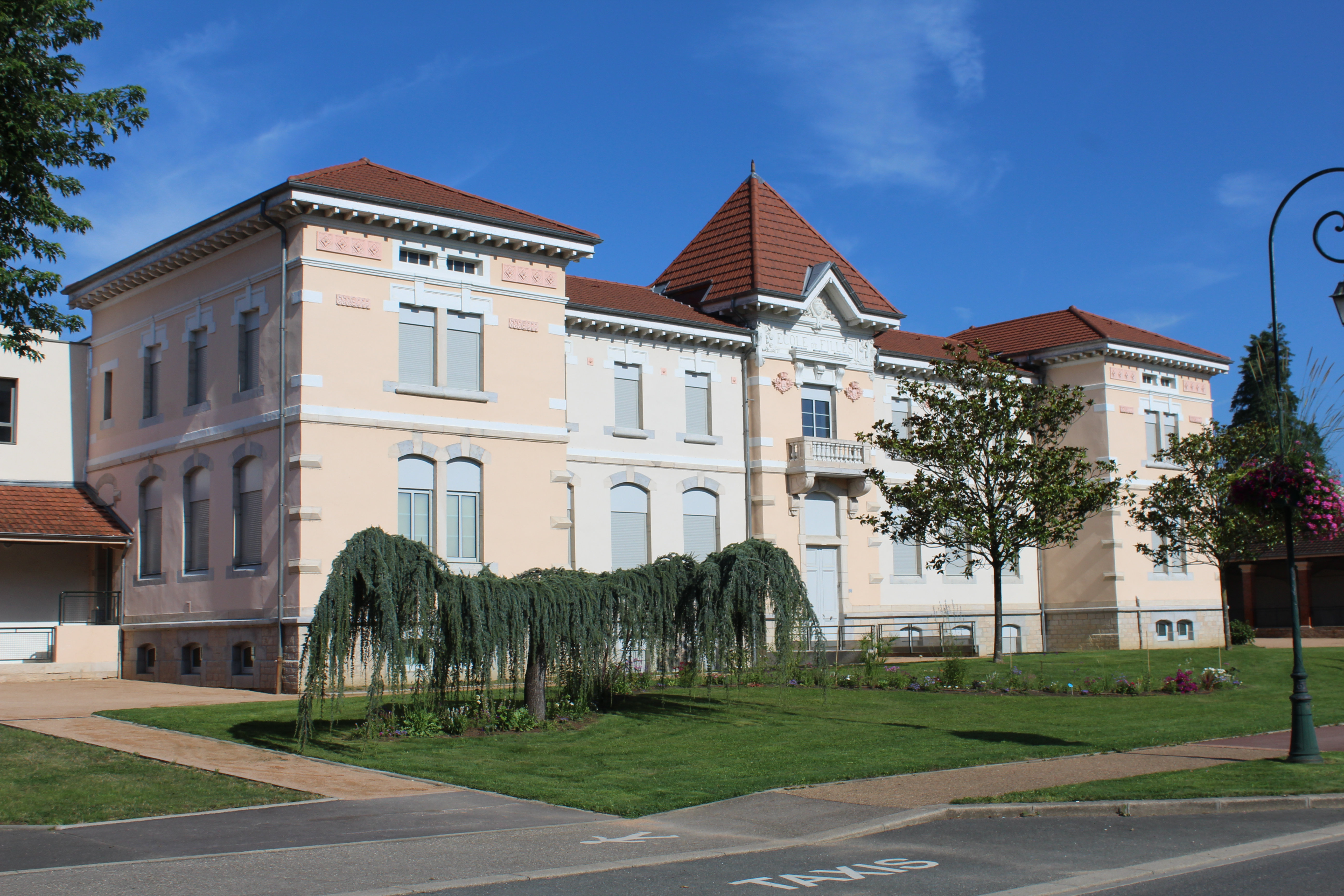
École communale publique.
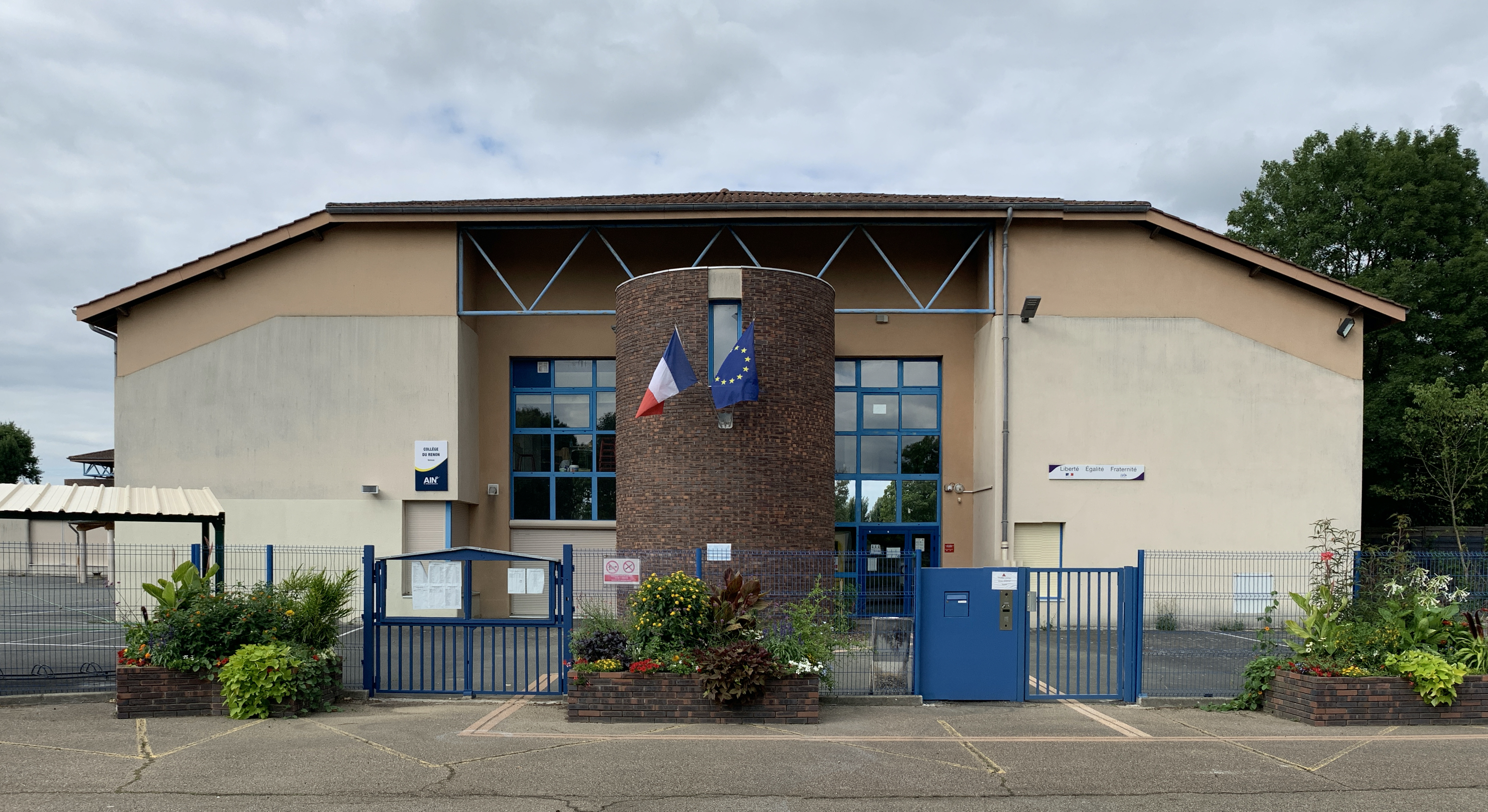
Collège du Renon.
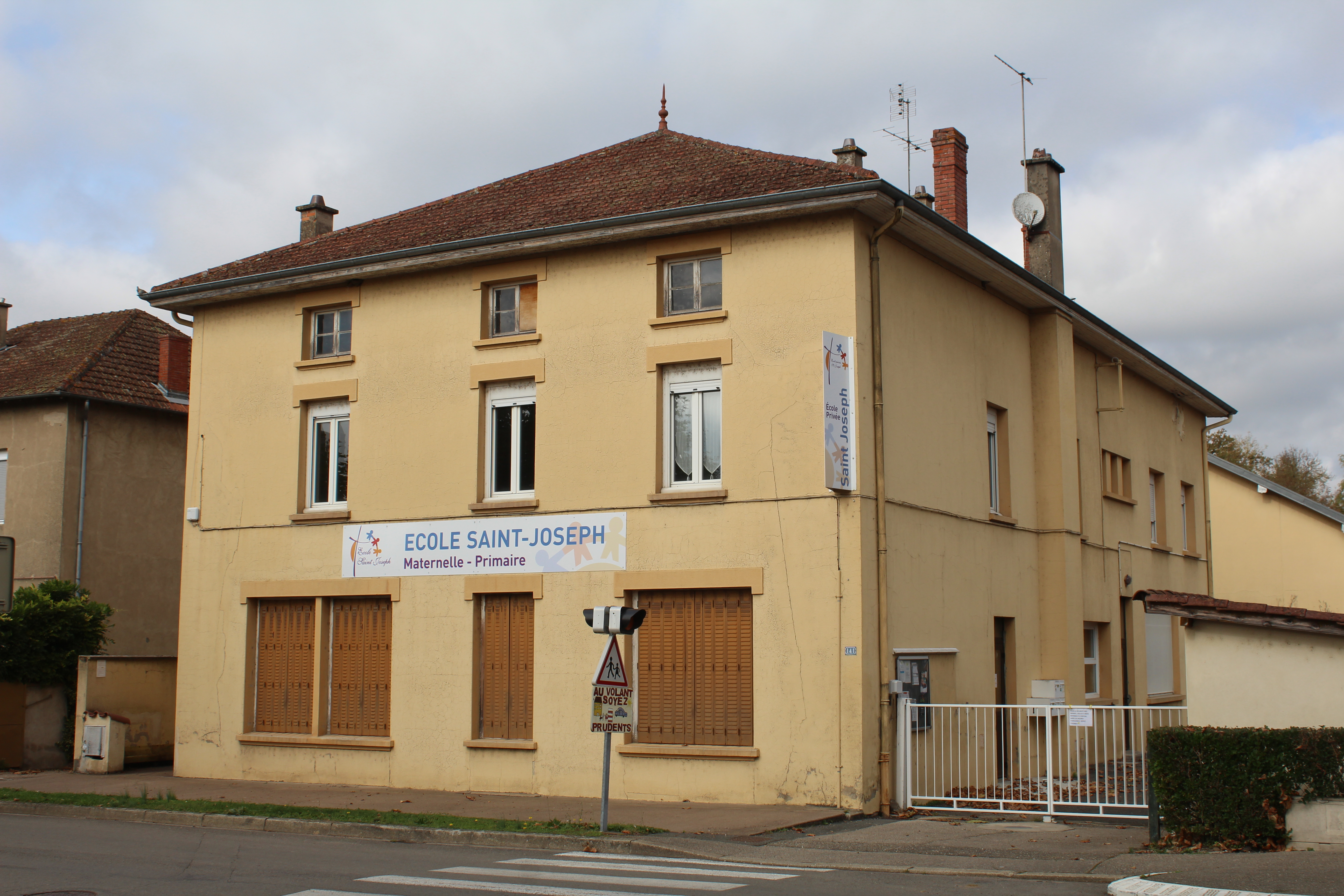
École privée Saint-Joseph.
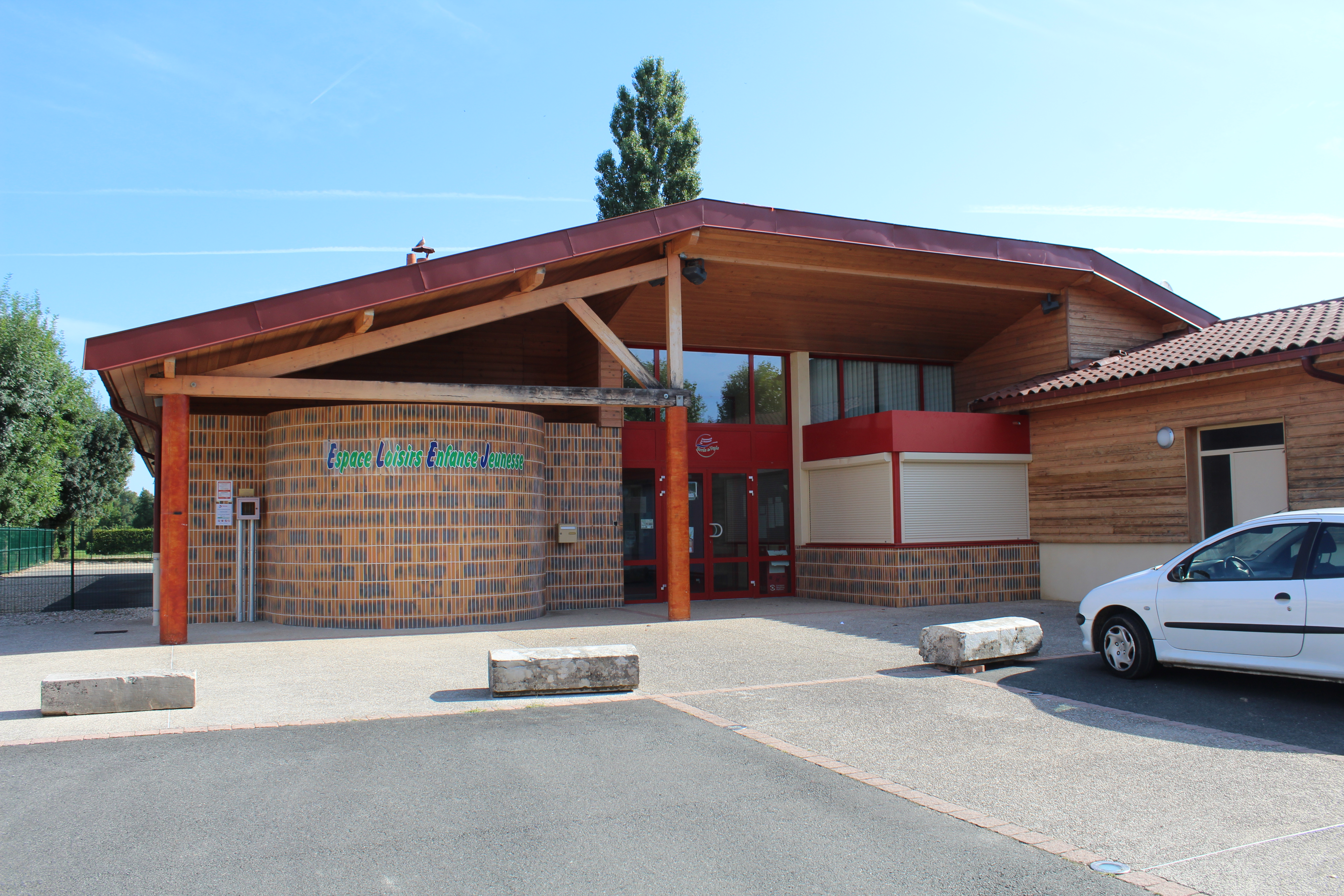
Espace Loisirs Enfance Jeunesse.

### Manifestations culturelles et festivités
Tous les jeudis matin, entre la place du marché et l'église, se déroule le marché hebdomadaire. Chaque semaine, une cinquantaine de commerçants vendent  des vêtements, de l'alimentaire, des chaussures, des fleurs, de la mercerie ou d'autres produits.
En fin du mois de mai, les manèges de la vogue s'installent sur la place Ferdinand-de-Béost pour animer le centre du village.
Un mois plus tard, le 1er dimanche de juillet est célébrée depuis 1992 la fête de la Crêpe et du Cheval. Cette journée est animée par la vente de crêpes vonnassiennes et sucrées, par des défilés de chevaux, de spectacles équestres. Toutefois, d'autres animations sont au rendez-vous.

### Sports et loisirs

#### Clubs sportifs
Beaucoup d’associations sportives sont réunies sous le sigle USV (Union Sportive Vonnassienne) : natation, foot, tennis, judo, karaté, lutte, gymnastique, boule lyonnaise. La section football n'est assurée que pour les catégories adultes. Pour les jeunes, le football se pratique dans le club intercommunal : le Football Club Bord de Veyle dont le siège est à Mézériat qui a toutefois des équipes de catégories adultes. Ce club est l'union des clubs de l'US Vonnas, l'AS Mézériat et l'AS Chaveyriat-Chanoz.
La commune est dotée d'un club de basket-ball, l'US Vonnas Basket qui a notamment vu passer, en tant que joueur, Thierry Perriot.

#### Structures sportives ou de loisirs

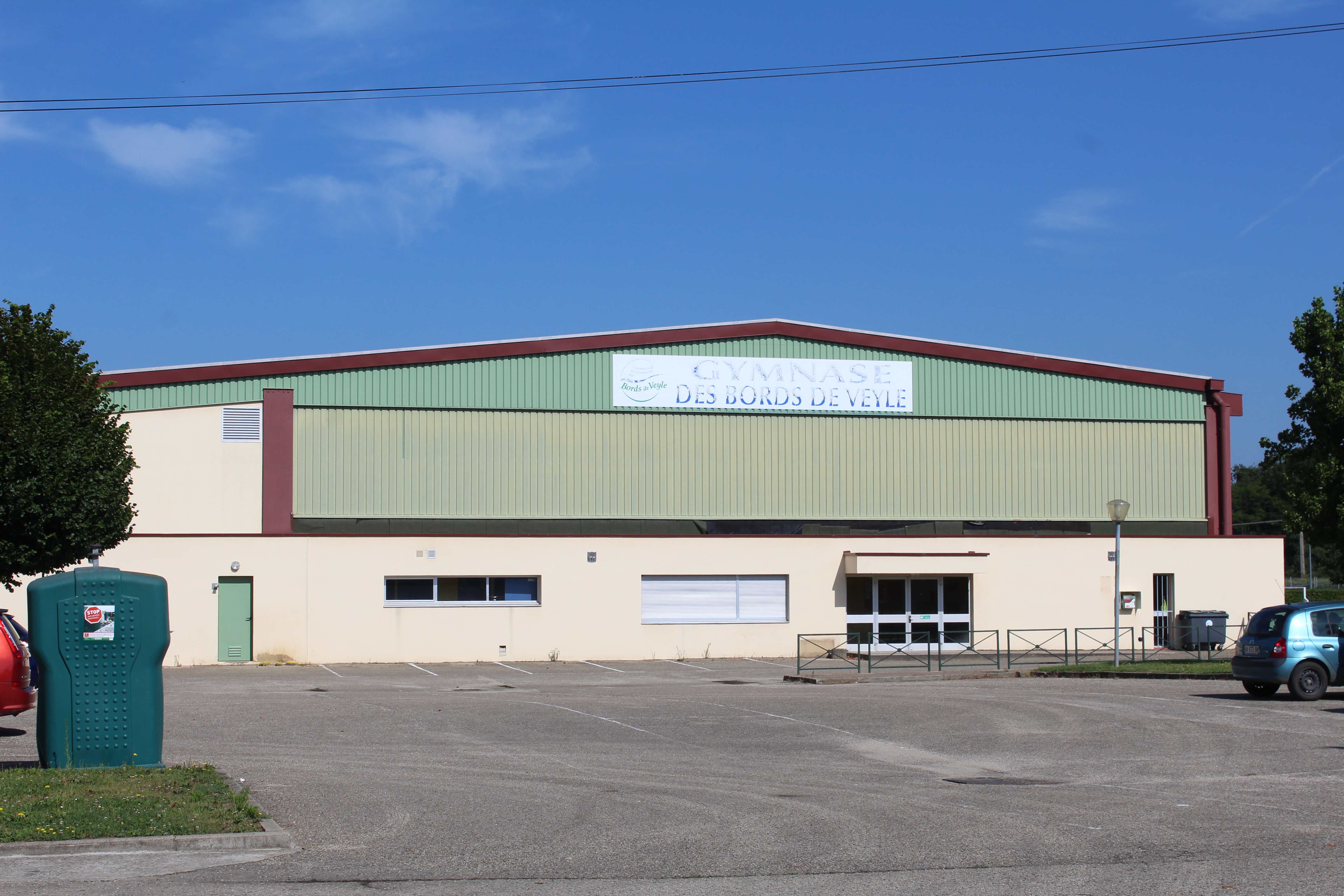
Gymnase des Bords de Veyle.

Les structures sportives de la commune sont centralisées en un seul lieu, non loin du collège et du camping municipal.
- Le gymnase des Bords de Veyle construit en 1978[57] est le gymnase qui accueille notamment les rencontres du club de basket.
- La piscine municipale possède un grand bassin, un toboggan ainsi qu'un bassin pour les enfants. Elle est aussi la piscine du camping.
- Deux terrains de football sont situés de part et d'autre de la piscine mais ont des revêtements différents : un en herbe et l'autre est en gravier. Il y a un autre petit terrain en herbe pour les plus jeunes. Le terrain honneur de la ville est le stade Gilbert-Lafay.
- Deux courts de tennis permettent la pratique sportive du tennis.

### Médias et numérique
Le Progrès est un journal régional diffusant dans les départements de l'Ain, du Jura, du Rhône, de la Loire et de la Haute-Loire. Chaque vendredi est publié le journal local hebdomadaire Voix de l'Ain.
Dans le domaine télévisuel, la chaîne France 3 émet un décrochage local dans la commune par le biais de France 3 Rhône Alpes. Enfin, Radio Scoop est une radio musicale d'Auvergne-Rhône-Alpes qui possède une station à Bourg-en-Bresse diffusant dans l'Ain.
Depuis 2013, la commune dispose du très haut débit avec la fibre optique grâce au réseau public de fibre optique LIAin régi par le syndicat intercommunal d'énergie et de e-communication de l'Ain.

## Économie
La commune accueille deux zones d'entreprises : 
- La zone industrielle Les Fontaines près de la gare est une zone où quelques entreprises sont installées sans oublier la déchetterie et la station d'épuration.
- La zone artisanale des Grands Varays est une zone où quelques commerces et entreprises sont implantés.

### Agriculture
Comme la plupart des villages bressans, l'agriculture de la commune est animée par l'élevage avec notamment les volailles de Bresse ou les vaches de race charolaise. On trouve aussi de l'élevage d'escargot. Elle est aussi animée par la culture de céréales dont le maïs en majorité, le blé et le colza.

### Industrie
Vonnas est le berceau de la famille Lamberet dont les milliers de camions frigorifiques circulent sur toutes les routes d’Europe.
D'autres entreprises sont présentes sur le territoire communal : Palkit (75 salariés), Panelco, Hatty (carrosseries et panneaux isothermes), Soreal (alimentation pour le bétail), Brun et Giroud (métalleries), Aqua'tec (matériels d’équipements hydrauliques) et Cenco-Tempa (distributeur de produits électriques).

### Secteur tertiaire

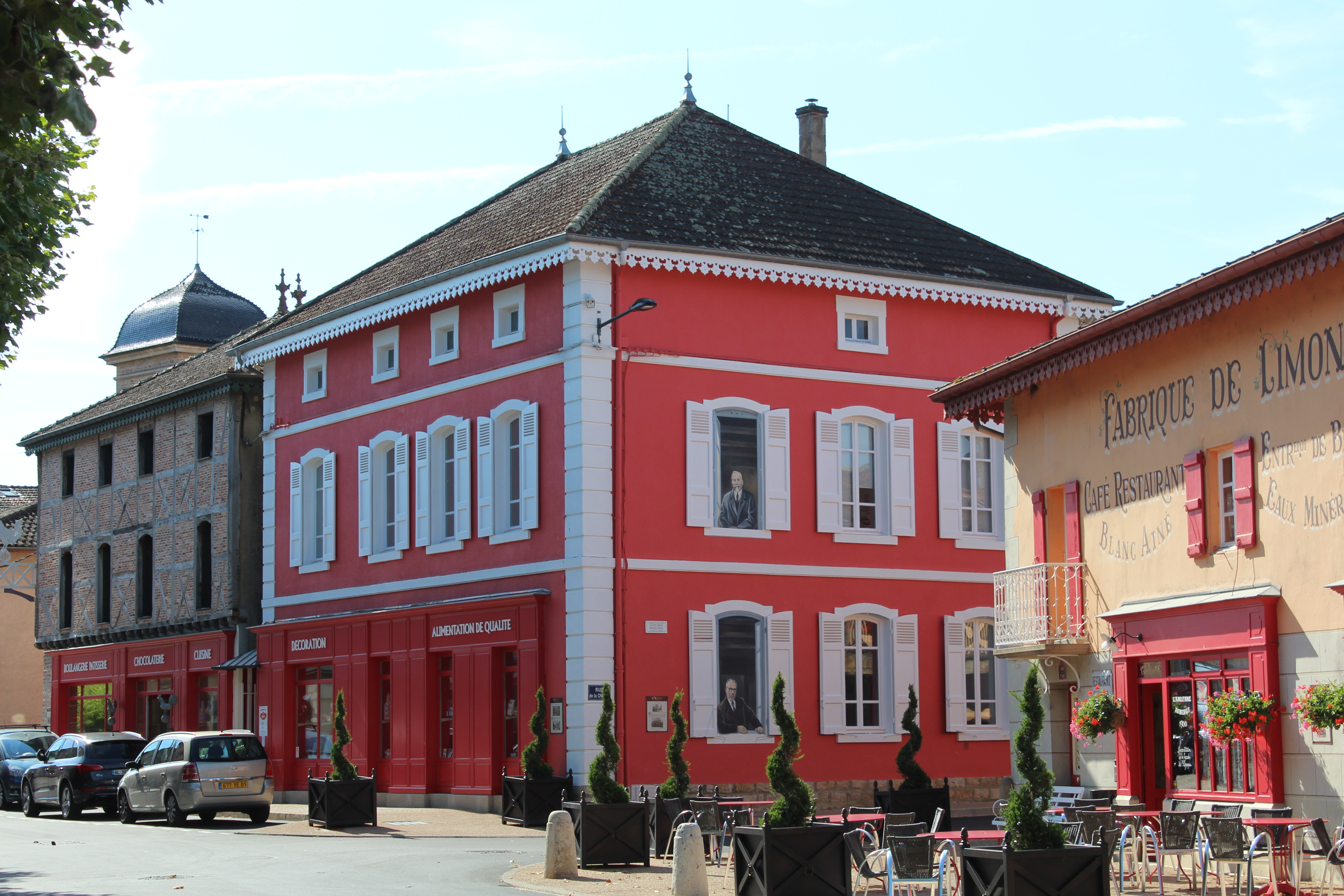
Maison Morel.

Vonnas a toujours été un village commerçant, notamment aux XIXe et XXe siècles où la vie commerçante se concentrait autour de la place du Marché. Le quartier commerçant est aujourd'hui occupé par le village Blanc, l'ensemble des bâtiments étant géré par Georges Blanc qui s'est ainsi offert le cœur du village. On trouve aujourd'hui de nombreux commerces au centre et en périphérie. Il y a deux supermarchés, un Carrefour Market et un Intermarché (ancien commerce Netto transformé en 2014).
En plus de l'aspect commerçant, Vonnas est tournée vers le tourisme marqué par la présence de quelques hôtels et d'un camping. De plus, la commune est classée Station Verte depuis 1968 et a obtenu le label Commune touristique en 2000.

## Culture locale et patrimoine

### Lieux et monuments

#### Ponts et passerelles
Du fait que Vonnas soit traversée par de nombreux cours d'eau, elle possède de nombreux ponts et passerelles. On dénombre une vingtaine de ponts dont le pont des Compagnons qui fut bâti en 1991 par les compagnons du devoir du Tour de France.

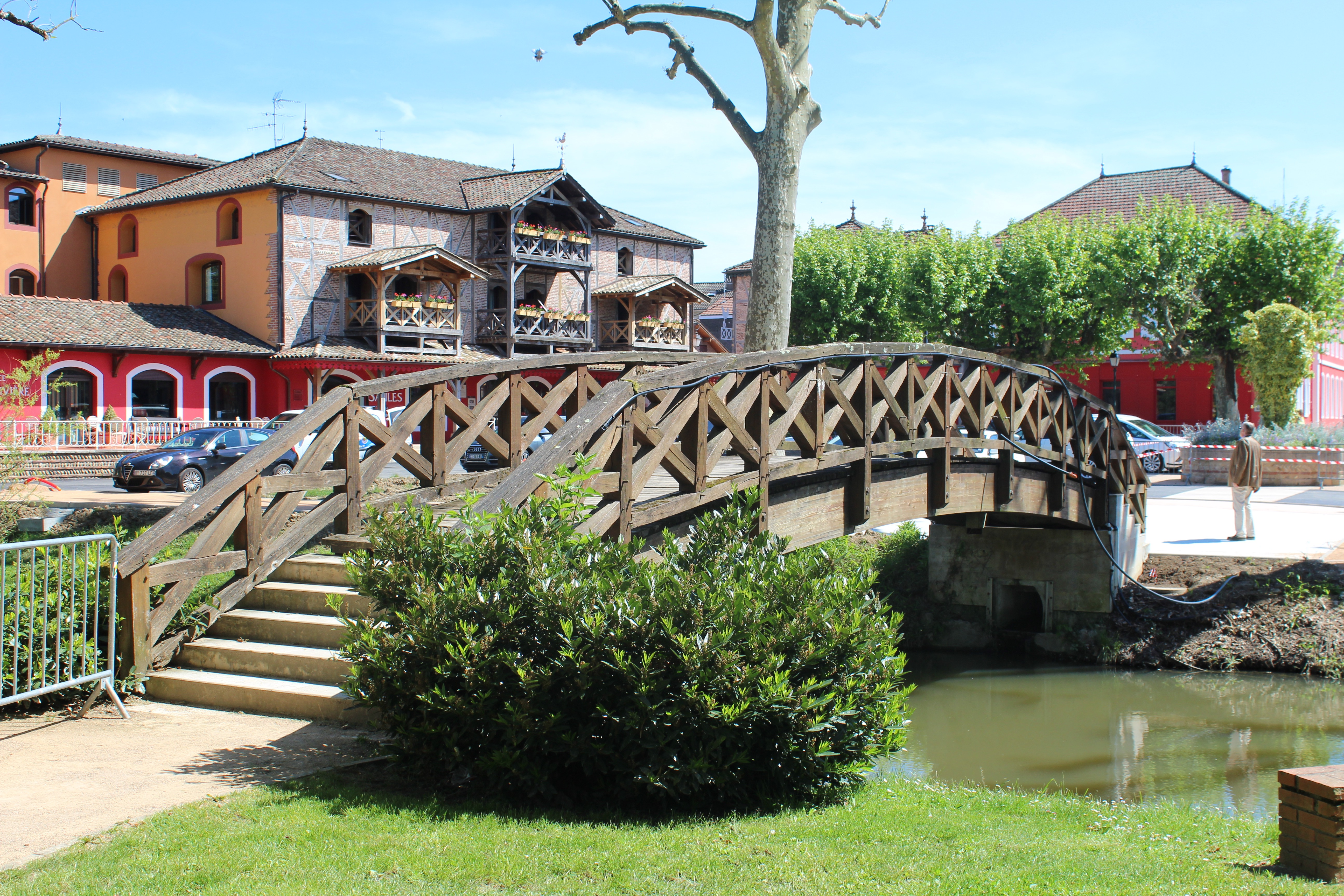
Pont des Compagnons.
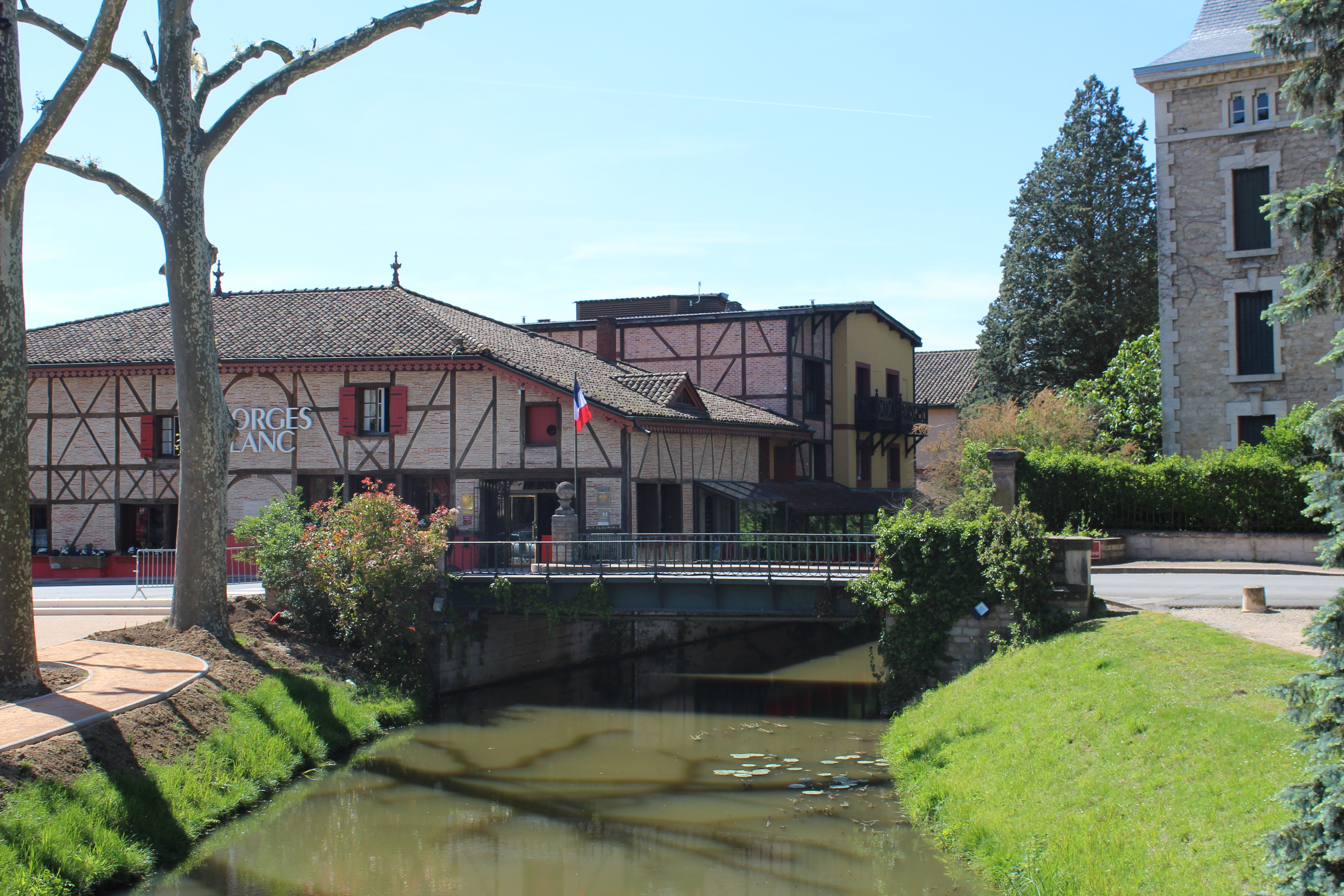
Pont près de Georges Blanc.
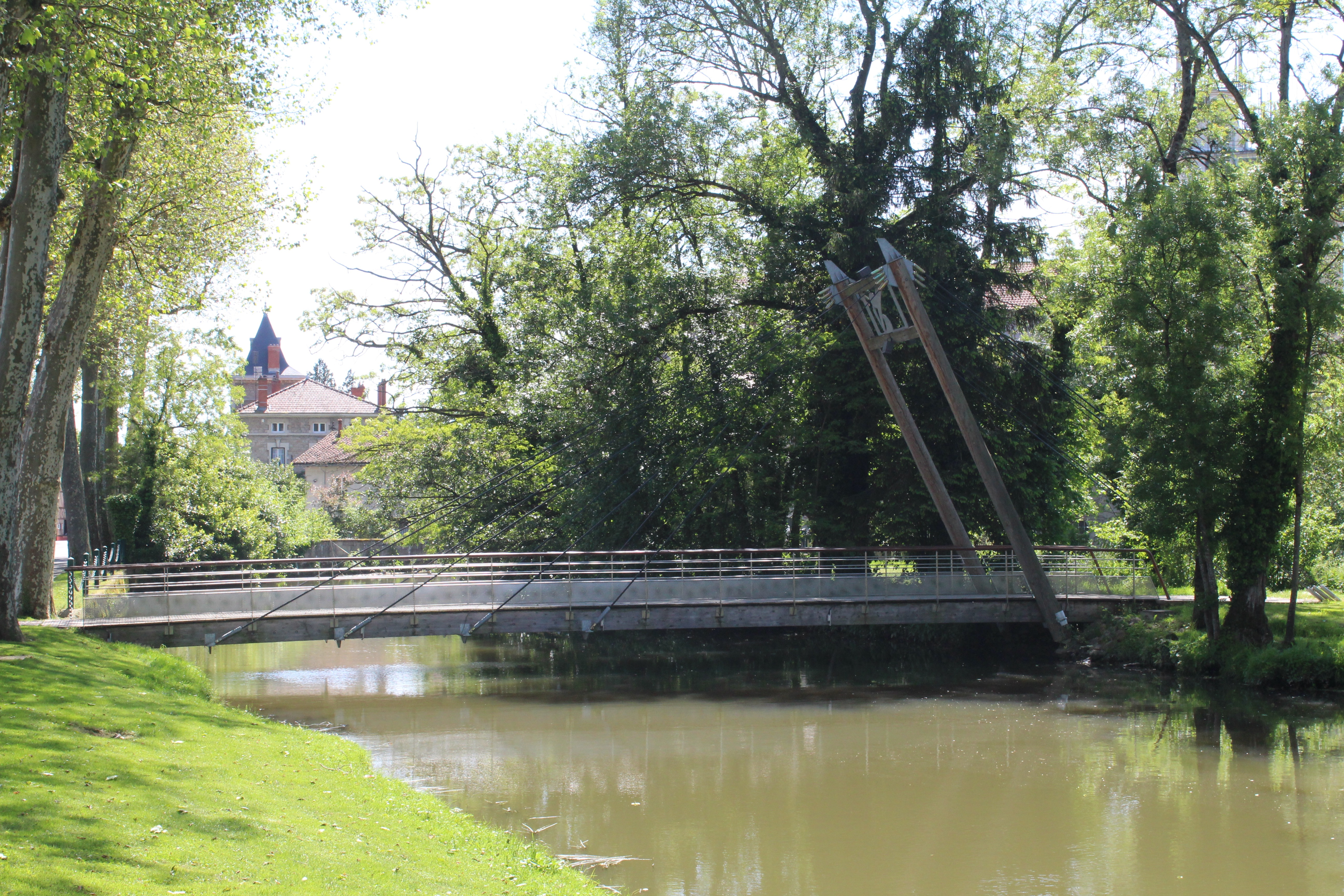
Passerelle (démolie en 2024)[60].
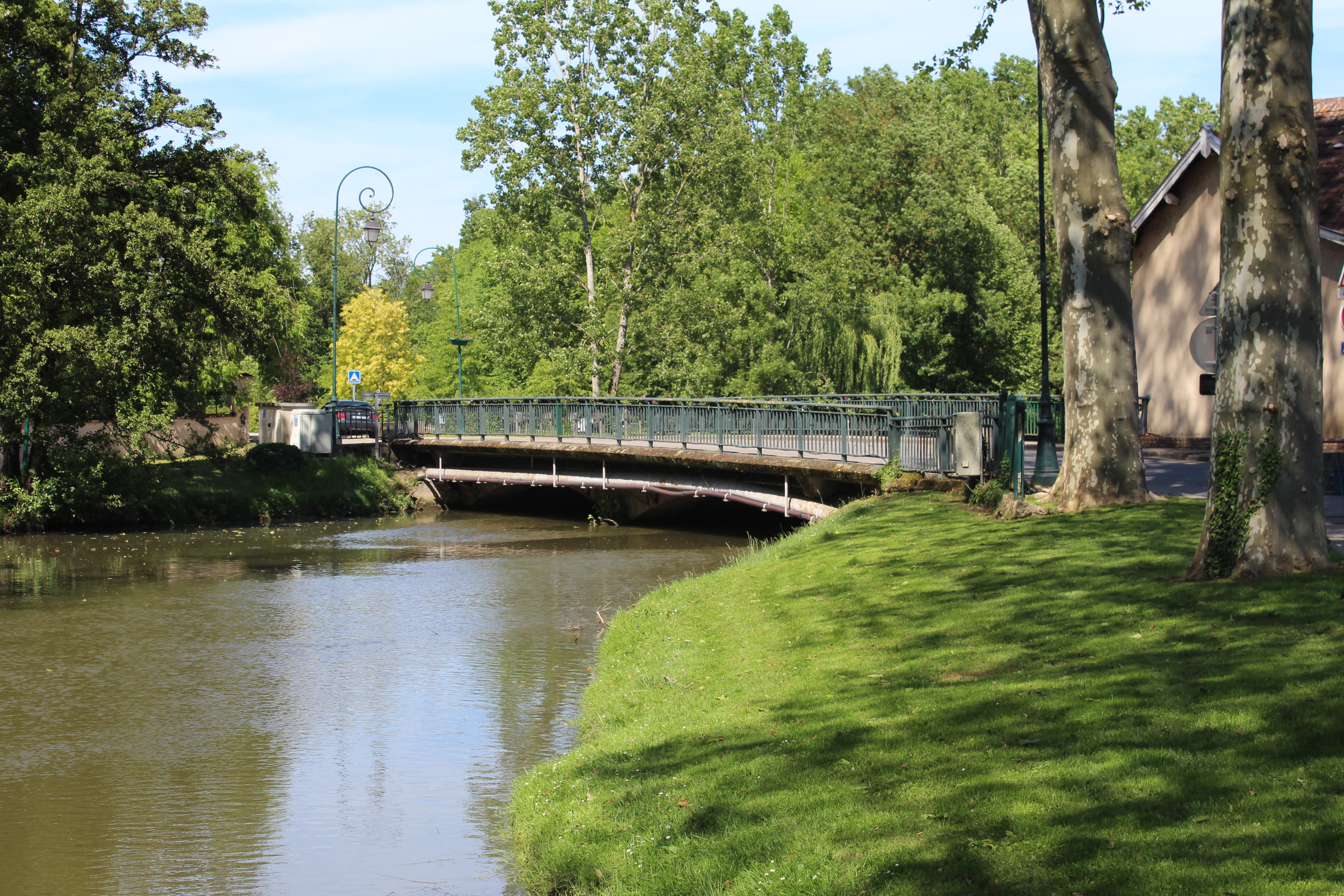
Le Grand pont.

#### Bâtiments religieux

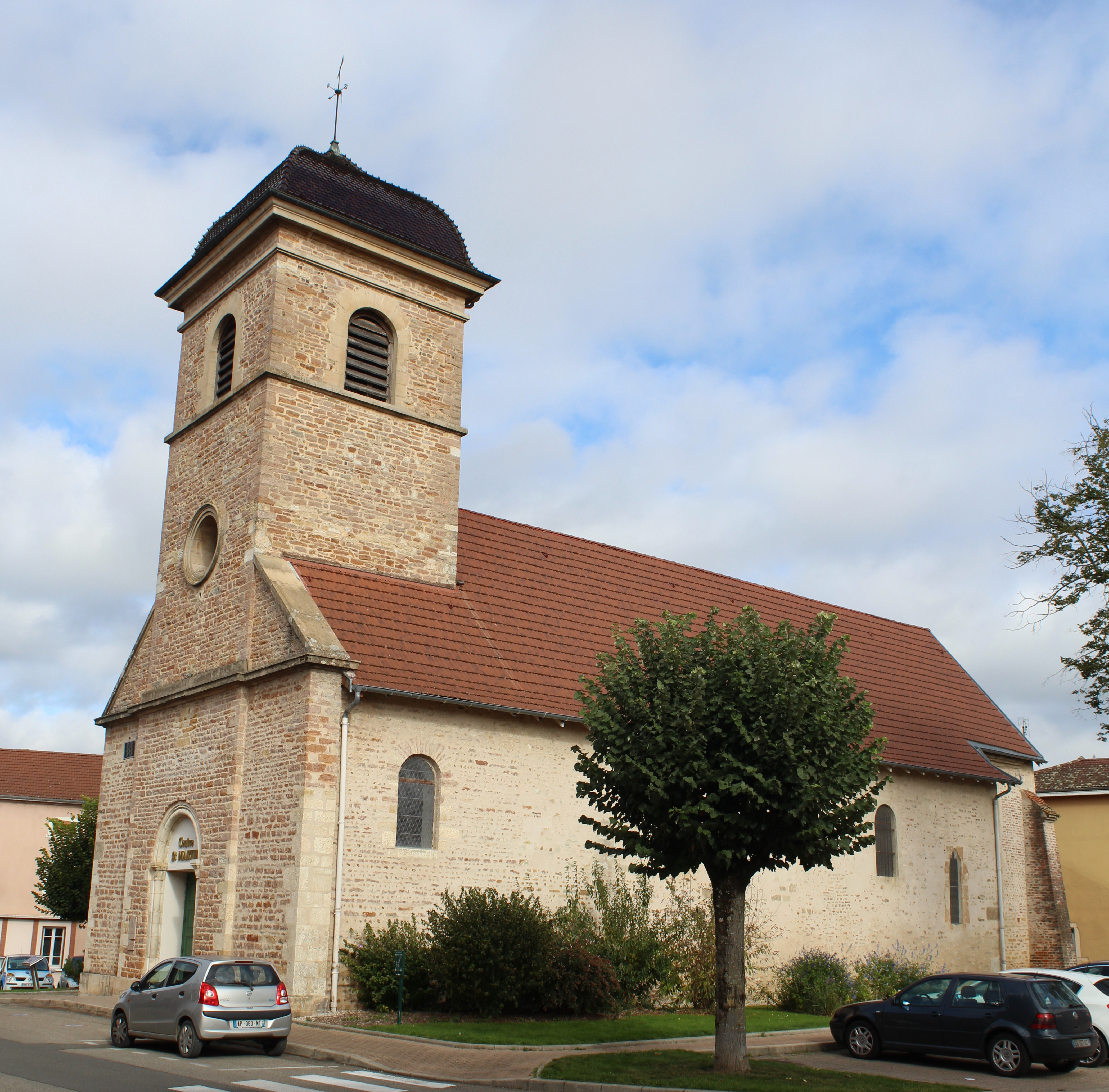
Centre Saint Martin.

Jusqu'à la Révolution française, il existait deux églises sur le territoire actuel de la commune, l'actuel centre Saint-Martin et celle de Luponnas qui était une paroisse à part entière. Toutefois, Luponnas qui est devenue commune après la Révolution, est vouée à être supprimée, ce qui fut le cas fin 1793. C'est alors que l'église du hameau fut détruite.
Le centre Saint-Martin est une ancienne église romane datant du XIIe siècle. Cependant, la découverte d'un vestige mérovingien laisse penser que ce lieu de culte était déjà présent des siècles auparavant. Le portail en plein cintre du XIIe siècle qui est l'entrée de l'édifice repose sur des chapiteaux ornés de feuilles d'acanthe. Au XIXe siècle, le clocher porche est construit, cette façade fut déplacée  par l'architecte Jaillant. La nef, longue de 17 m et aménagée de petites chapelles, était éclairée par six petites baies en plein cintre dont trois subsistent aujourd'hui. La première charpente a été détruite par un incendie et a dont été remplacée en 1514. Ses peintures murales intérieures sont inscrites au titre objet aux monuments historiques. Après la disparition de l'église de Luponnas, l'édifice fut la seule église de la commune. Néanmoins, sa surface est jugée trop petite car mesurant 230 m2 alors que la population de l'époque fut de 1500 habitants, il fallait alors l'agrandir pour qu'elle atteigne 500 m2. À cause du manque de moyens et du fait qu'une grenette était adossée à l'édifice, il fut décidé de ne pas détruire le lieu de culte et de le convertir en un espace culturel.

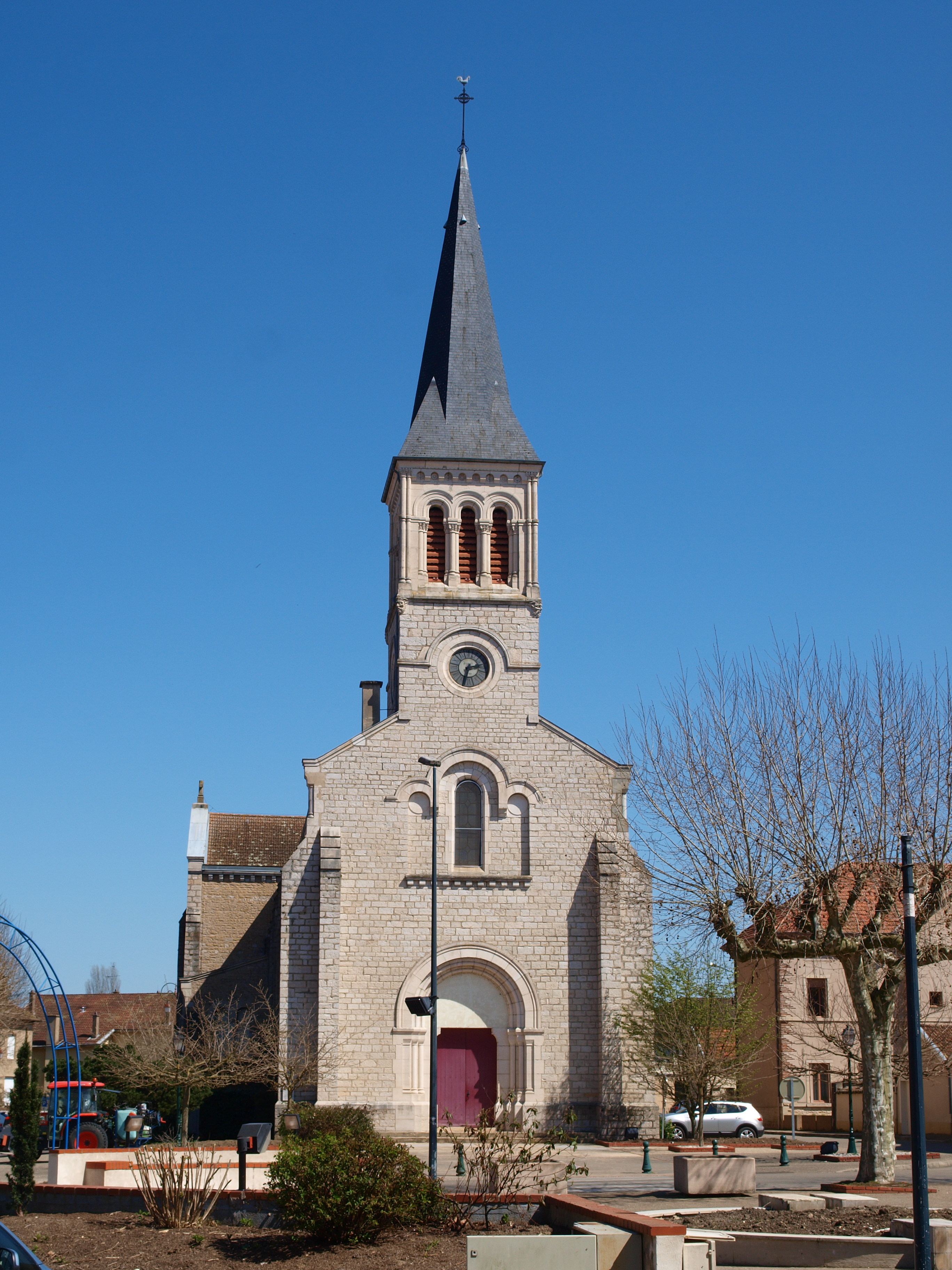
Église Saint-Martin.

Ce n'est qu'à partir de la seconde moitié du XIXe siècle que la construction d'une nouvelle église prend vie à la suite d'un acte notarié du 3 octobre 1868. Cet acte stipule que le seigneur Claude Étienne Maurice Fernand Audras, baron de Béost fait don d'un terrain pour y construire une nouvelle église. Toutefois, le terrain est mal orienté donc la commune y aménage l'actuelle place Ferdinand de Béost, le conseil de fabrique fait alors l'acquisition d'un nouveau terrain auprès du baron 3 000 francs. Ce dernier se situe en face du premier terrain acquis. L'église Saint-Martin est construite entre 1874 et 1875 par les architectes Berthier et Pinchardet. L'inauguration se fait le 1er novembre 1875 mais ne sera bénie solennellement que le 29 juillet 1886 par l'évêque de Belley, Louis-Joseph Lucon.

#### Bâtiments civils
Au XIIIe siècle, on comptait à Vonnas six châteaux ou maison forte : Sachins, Béost, Féliciat, Marmont, Epeysolles et Vonnas, puis plus tard une autre maison forte fut encore édifiée à Bèzemême.
Certains ont disparu aujourd'hui comme ceux de Sachins, de Féliciat et de Vonnas, ce dernier est tenu en 1272 par Barthélémy de Saint-Cyr, vassal du comte de Savoie. D'autres sont toujours présents dont le château de Béost qui fut bâti par les chevaliers de Béost, vassaux des comtes de Savoie vers 1250. Le château devient rapidement le siège d'une baronnie. Depuis le 31 octobre 2016, son domaine est inscrit partiellement au titre des monuments historiques.

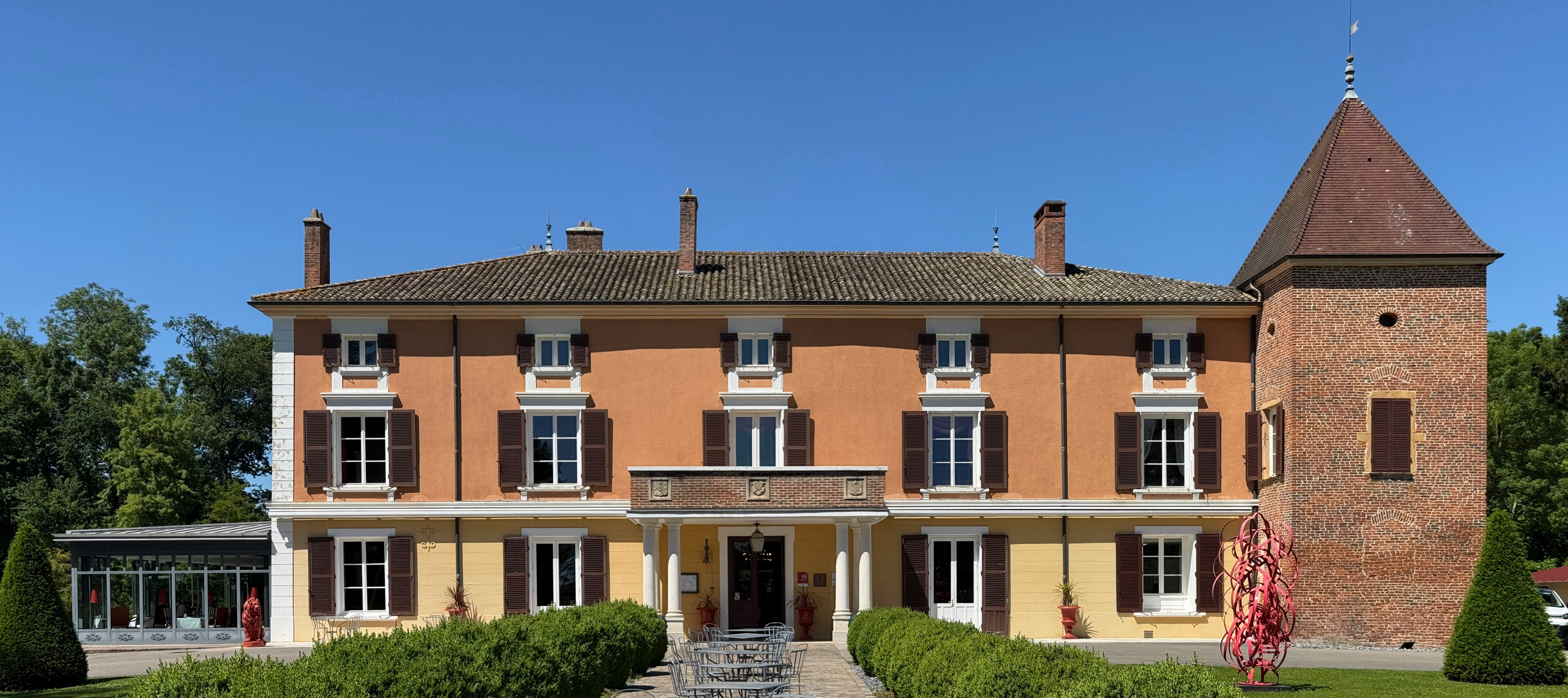
Château d'Épeyssoles.

Au nord-est du bourg, le château d'Epeyssoles est situé au centre d'une ancienne seigneurie portant le nom du château et est mentionné dès 1289. Passant aux mains de plusieurs familles féodales au fil des années, ce domaine est tenu par les Guyot de la Garde qui, à la fin du XVIe siècle, baptisèrent le château en leur nom. La bâtisse fut ensuite vendue par la dernière descendante de la famille à Antoinette Poinsard, une jeune bourgeoise protestante de Bourg-en-Bresse. Par la suite, l'édifice passa aux mains de grandes familles protestantes mais extérieures à la Bresse. Le château de la Garde reprend son nom d'origine grâce au mariage d'Antoinette Poinsard, qui devient ainsi la propriété de Jean du Puy, comte de Ferrasière de Montbrun, dont la famille venait de s'illustrer dans la défense du protestantisme en Dauphiné. De 1668 jusqu'au XXe siècle, le château devient de nouveau la propriété de plusieurs familles avant de devenir celle de Georges Blanc qui a décidé d'en faire un lieu destiné à l'organisation d'événements.
Au hameau de Luponnas, on trouve une maison bourgeoise : le château de Luponnas qui fut construit en 1779. À Marmont, vestiges d'une motte dite « poype de Marmont » qui a été abaissée au XIXe siècle. Jean-le-Sauvage en fait aveu en 1272 au comte de Savoie.
La commune étant traversée par la Veyle, on trouve deux moulins. Le premier est le moulin du Péroux situé à la frontière avec Biziat, le second est le moulin de Vavres, situé aussi à Saint-Julien-sur-Veyle et qui fut construit par les moines de Cluny.
Le musée des attelages, de la carrosserie et du charronnage, résidant à l'ancienne minoterie, présentait des attelages et des voitures hippomobiles des années 1850 à 1950. Il a fermé ses portes en 2011.
Face à la mairie se trouve le monument aux morts inauguré le 24 juillet 1921. Il honore tous les soldats morts tués au combat durant les grands conflits du XXe siècle. De plus, des plaques et des stèles ont été placées sur le territoire communal, là où des Français ont été tués par les soldats allemands durant l'année 1944.

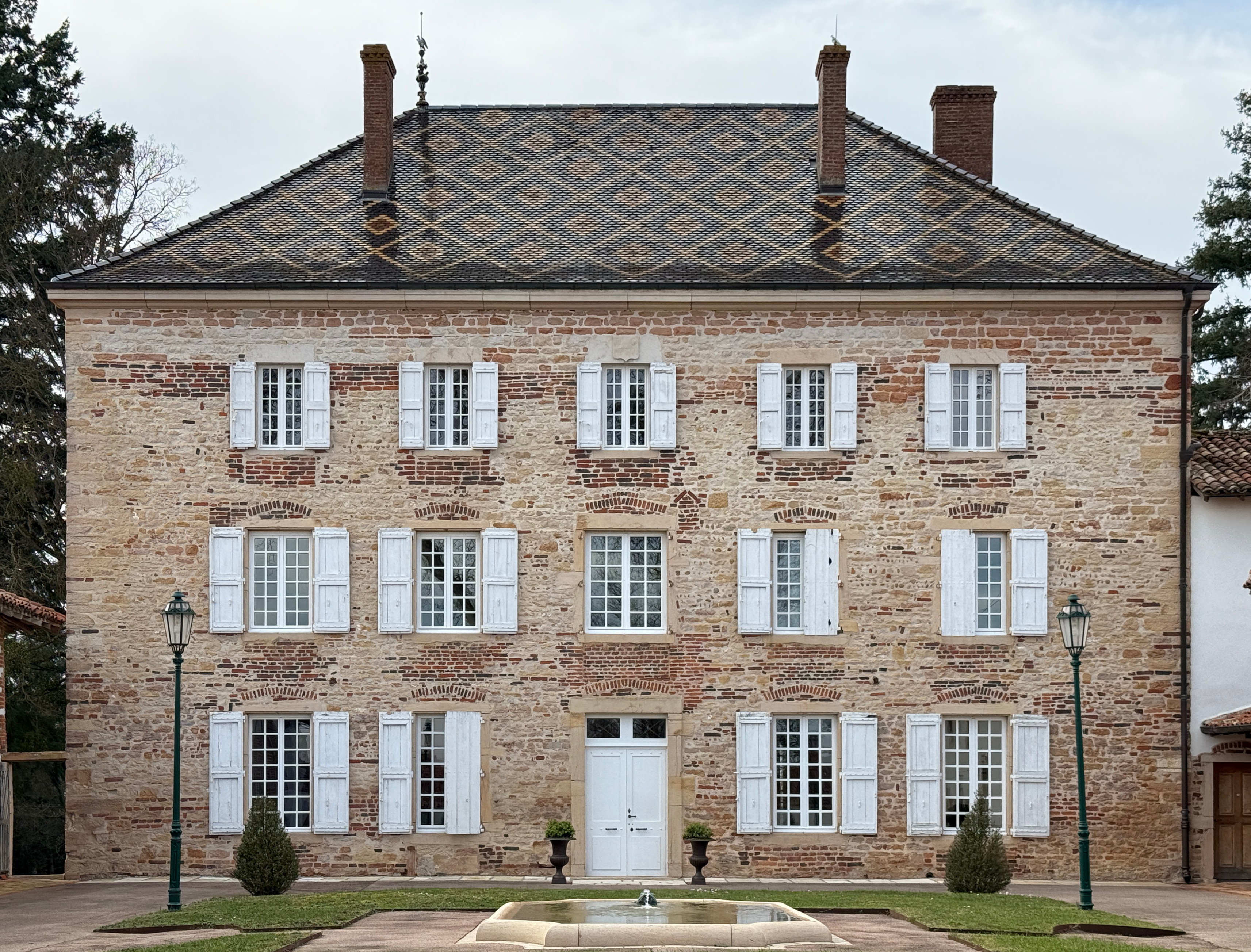
Château de Luponnas.
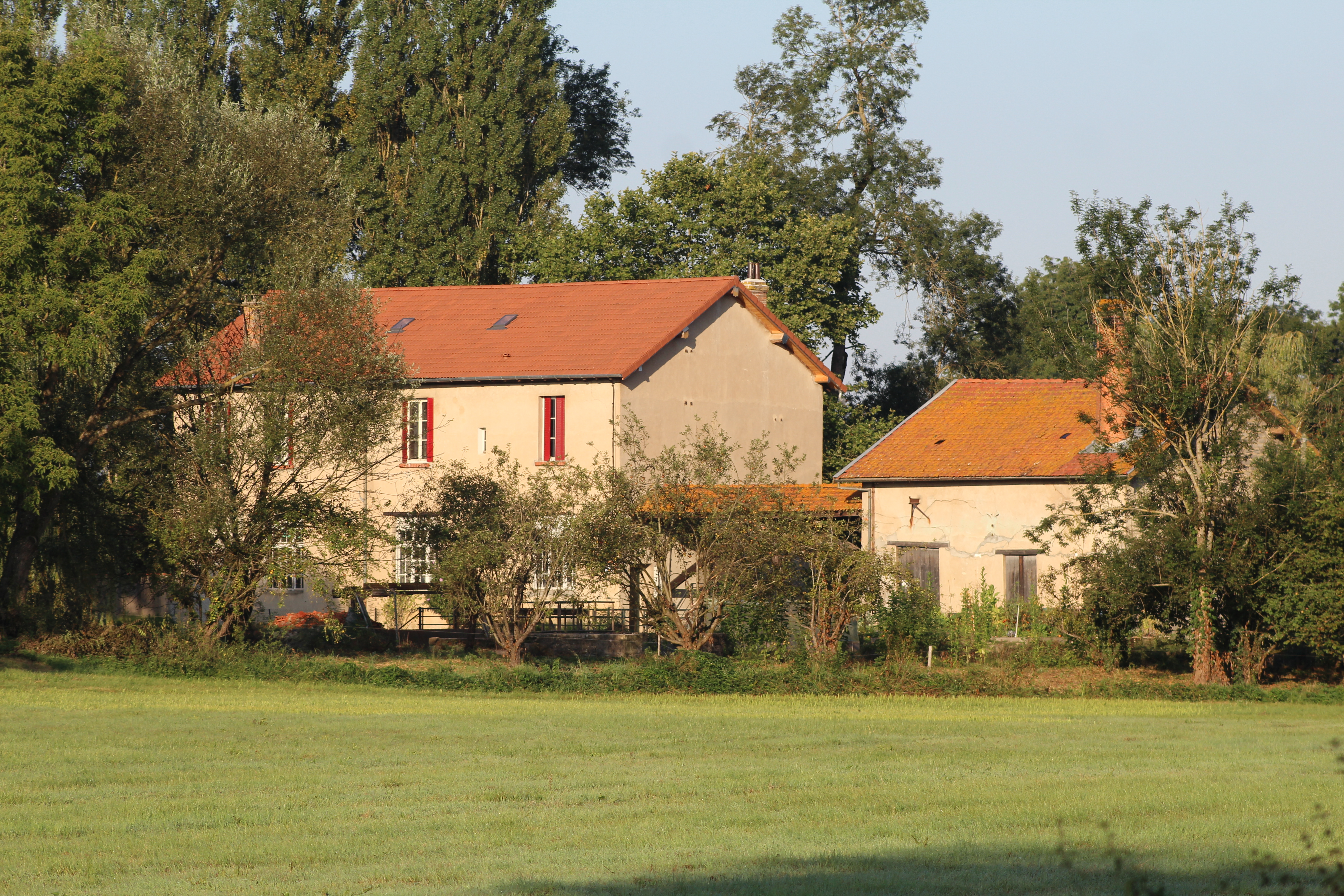
Moulin du Péroux.
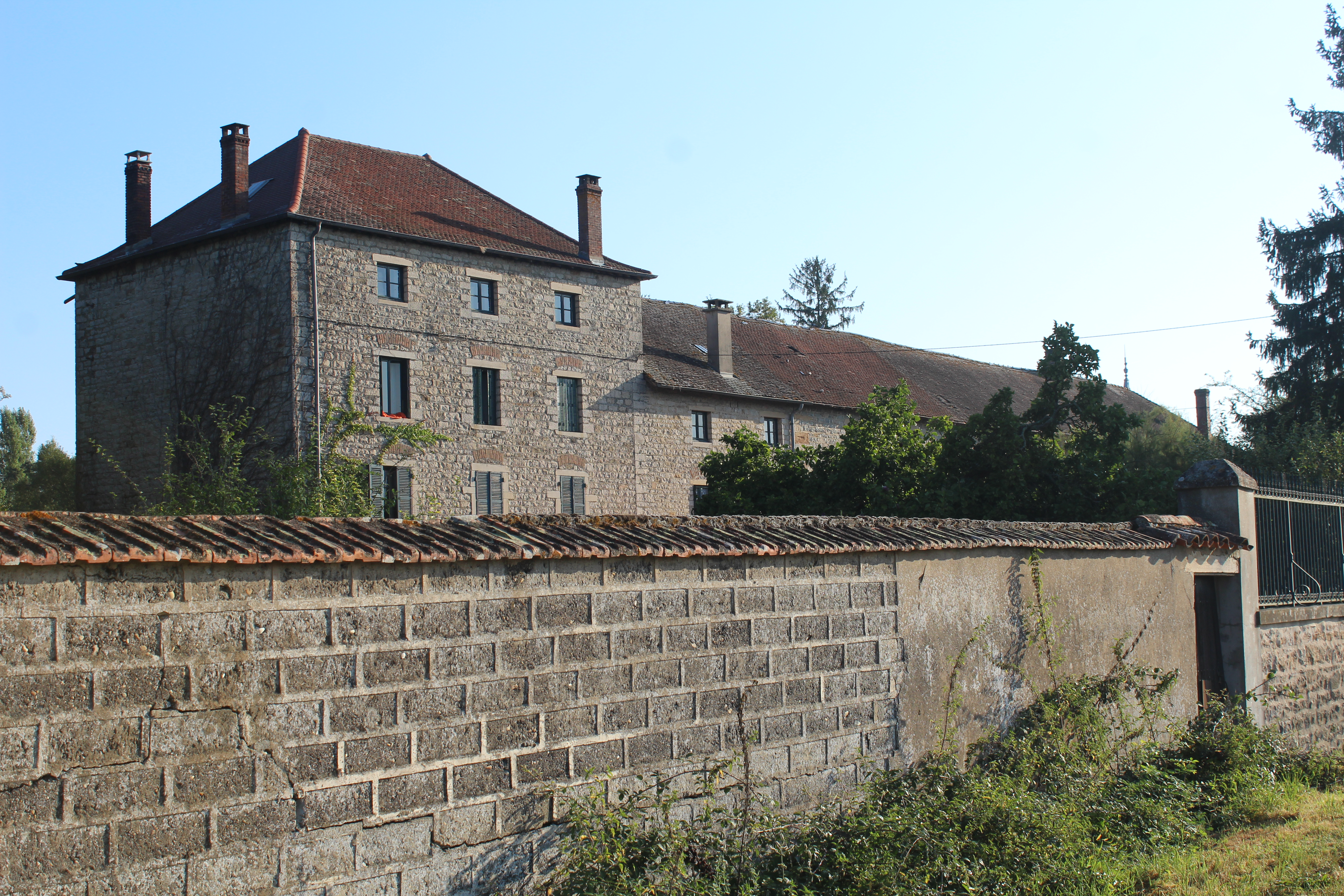
Moulin de Vavres.
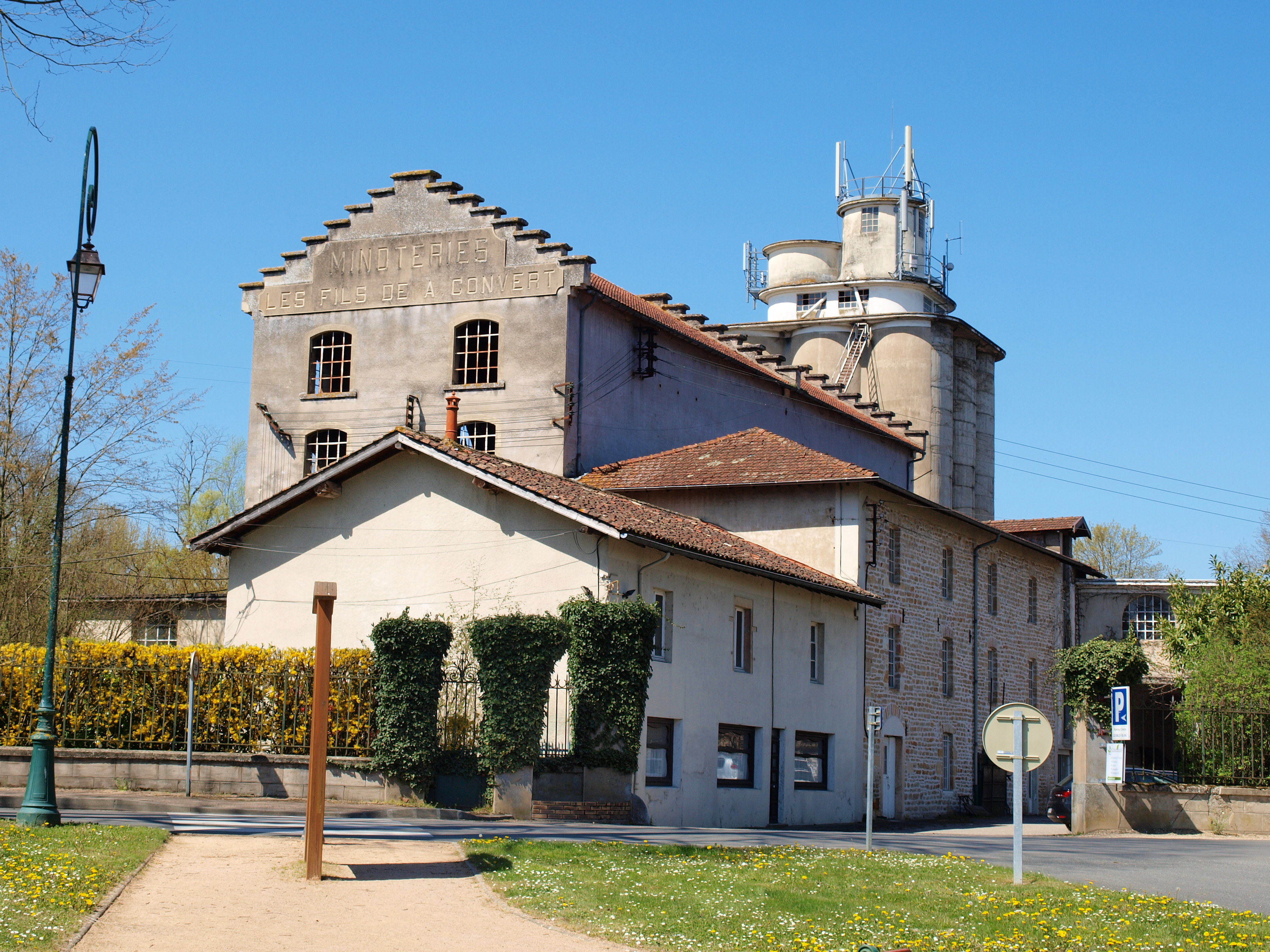
Bâtiments de l'ancien musée.

### Espaces verts et fleurissement

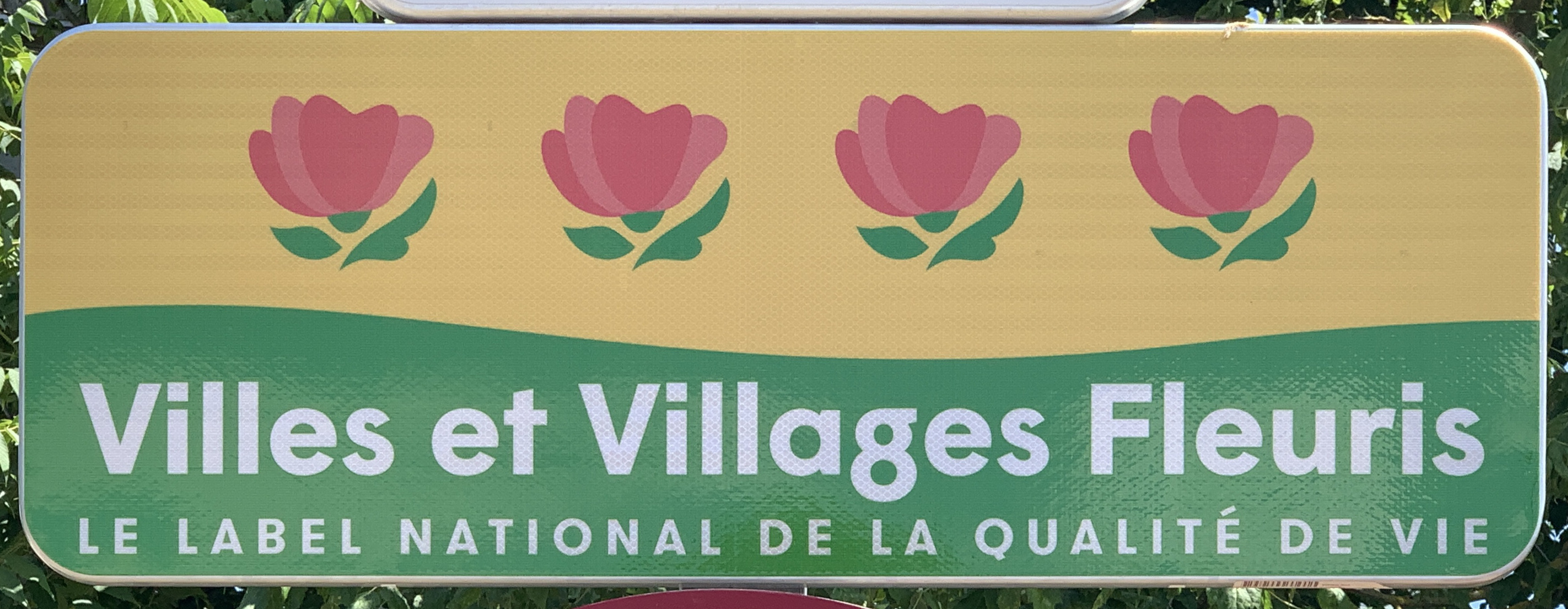
Panneau avec les quatre fleurs.

Le bourg du village comporte de nombreux espaces verts, notamment la place du Champ de Foire ou les bords de Veyle. Même si le territoire est peu boisé, on trouve des espaces forestiers au sud de la commune qui entourent le château de Béost. On peut citer les bois de Béost, des Braires, Panloup, de la Paille et Rosseland. Il y a aussi quelques bois au sud du bief d'Arcon ainsi qu'au nord du territoire près du bois de Perrex.
Depuis 1977, la commune de Vonnas bénéficie du label « ville fleurie » avec « 4 fleurs » attribuées par le Conseil national des villes et villages fleuris de France au concours des villes et villages fleuris. En 2008, elle a obtenu le prix de la diversité végétale.

### Gastronomie

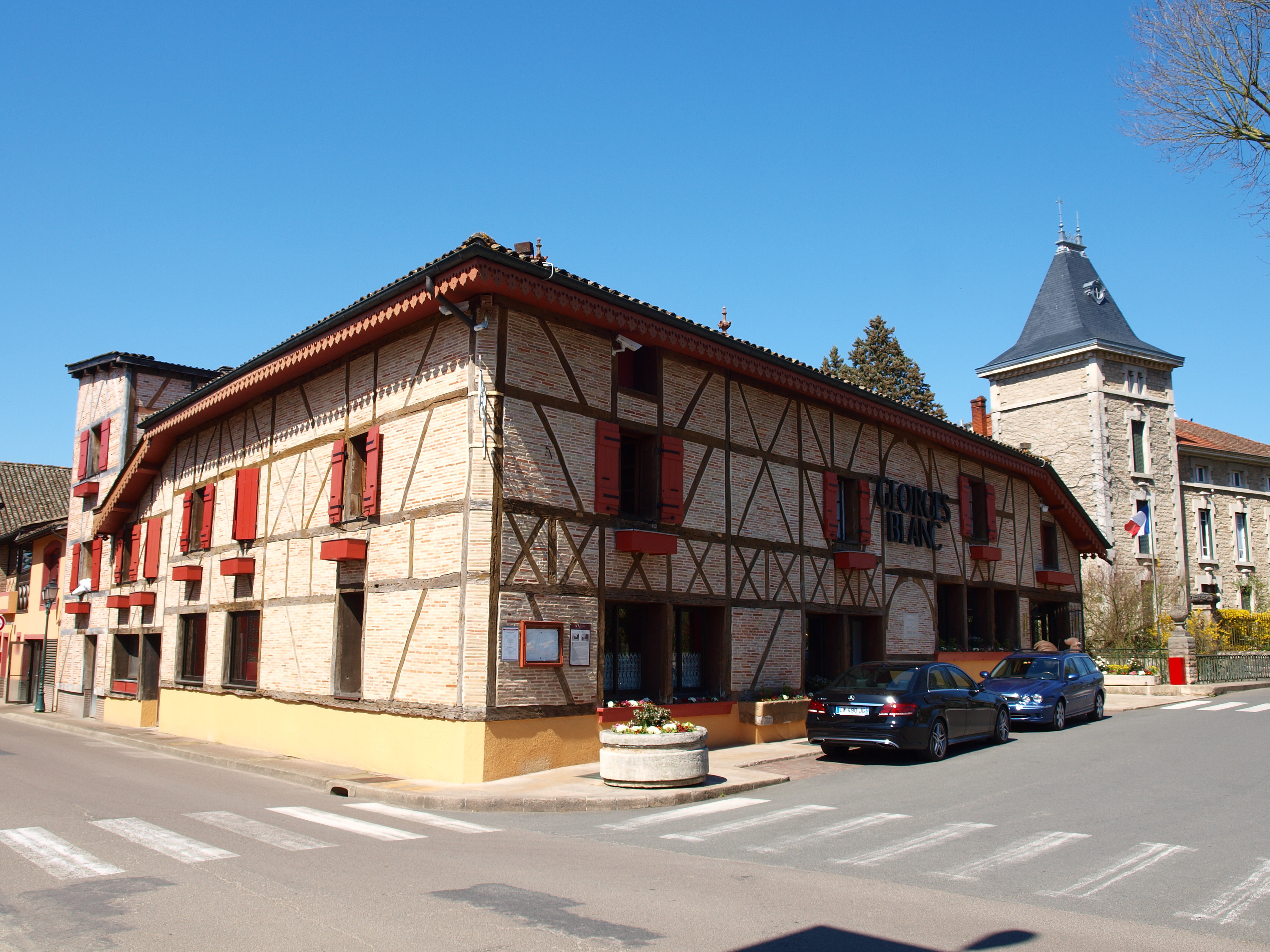
Entrée du restaurant Georges Blanc.

Les crêpes vonnassiennes, recette à base de purée de pommes de terre, ont été inventées par la Mère Blanc. Celles-ci ont donné une renommée internationale à son restaurant et à la commune. Elles sont mises chaque année à l'honneur lors de la fête de la crêpe et du cheval. Les autres spécialités culinaires sont celles de la région bressane, c'est-à-dire la volaille de Bresse, les gaudes, la galette bressane, la fondue bressane.
En plus de ces spécialités, la maison Georges Blanc fait la renommée de la commune. Elle est aujourd'hui l'établissement le plus anciennement étoilé au monde et possède 3 étoiles au Guide Michelin depuis 1981, passant à 2 en 2025, ainsi que 4 toques au Gault & Millau. Ce guide décerna à Georges Blanc le titre de meilleur cuisinier de l'année 1981. À côté du restaurant principal, l'ancienne auberge qui est une reconstitution de l’Auberge des Blanc au début du XXe siècle propose une carte avec des prix plus abordables.
La commune se situe dans l'aire géographique de l'AOC Crème et beurre de Bresse et de l'AOC Volailles de Bresse. Elle a aussi l'autorisation de produire le vin IGP Coteaux-de-l'Ain sous les trois couleurs, rouge, blanc et rosé.

### Personnalités liées à la commune

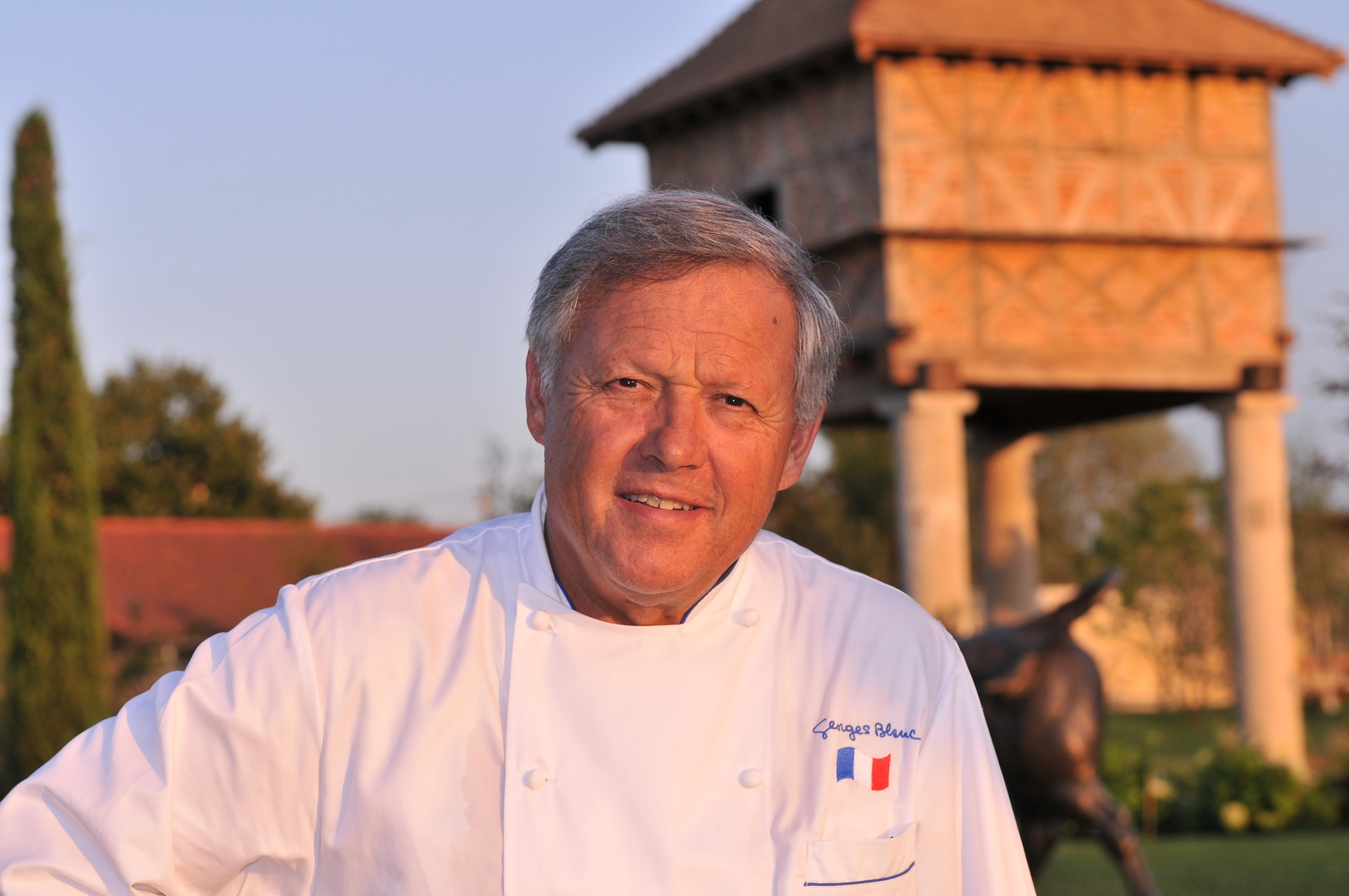
Georges Blanc.

- Georges Blanc (1943 -), grand chef cuisinier.
- Élisa Blanc (1883-1949), grand chef cuisinier, grand-mère du précédent, et créatrice de la crêpe vonnassienne.

### Héraldique
| Blason de Vonnas | Blason  | D'azur à la bande ondée d'argent chargée d'une croisette annillée de gueules posée à plomb, accompagnée de six besants d'or posés en orle. |
| Blason de Vonnas | Détails | |